# エンタープライズ (CV-6)
エンタープライズ (USS Enterprise, CV-6) は、アメリカ海軍が第二次世界大戦で運用した航空母艦。ヨークタウン級の2番艦。アメリカ海軍においてエンタープライズの名を受け継いだ艦としては、七隻目にあたる。艦名の “Enterprise” は、「冒険心」「困難への挑戦」「進取の気性」「企業」といった意味を持つ。排水量2万トンと空母としては中型でありながらも、その戦いぶりから “ビッグ E”（偉大なE）の愛称で親しまれ、大戦中に大小15回の損傷を受けながらも、高いダメージコントロール能力と幸運により沈まず大戦を生き抜いた。その外 “ラッキー E（幸運なE）”、“グレイゴースト（灰色の亡霊）”、“ギャロッピングゴースト（駆け回る亡霊）” の愛称もあった。ビッグEやラッキーEの “E” には、“Enterprise”（冒険心）の頭文字の意味と共に “Excellence”（優秀）、“efficient awards”（能率の良い艦艇に授与された賞）の頭文字の意味も含まれていた。
「エンタープライズ」は太平洋戦争開戦前に建造され、終戦まで無事に生き残った3隻の正規空母（艦隊型空母）のうちの一隻であり、太平洋戦争中の主要な海戦のほぼ全てに参加して数多くの戦果をあげ、大戦中で最多の20の従軍星章（バトルスター）を得た。また、空母として初めて大統領部隊感状を受賞、後に海軍部隊褒章も受賞し両方を受賞した唯一の艦艇となった。それ以外でもイギリス海軍から他国籍の海軍艦艇として唯一、英国海軍本部ペナントを受章するなど第2次世界大戦でもっとも勲章を受けたアメリカ海軍の軍艦 (英語版) となった。
「エンタープライズ」は大戦を通して最も多く改装を受けた空母にもなった。他に日本軍の大本営発表によって9度撃沈発表がなされており、敵国により行われた虚偽の撃沈発表回数において史上最多の記録も持つ。

## 艦歴
「エンタープライズ」は1934年7月16日にニューポート・ニューズ造船所で起工され、1936年10月3日に海軍長官クロード・スワンソン夫人のルーリー・スワンソンによって命名・進水され、1938年5月12日に初代艦長ニュートン・H・ホワイト・ジュニアの指揮下就役した。起工にあたっては日本側に通告をおこなっている。
就役後、「エンタープライズ」はリオデジャネイロへの慣熟航海を始め、1939年4月まで東海岸からカリブ海で訓練を行った。その後太平洋へ配属となり、最初の母港はサンディエゴで、続いて真珠湾が母港となった。太平洋でエンタープライズは搭載航空団の訓練を行い、太平洋のアメリカ軍基地へ航空機の運搬を行った。
1941年11月28日、エンタープライズはウェーク島に配備するアメリカ海兵隊の第211戦闘飛行隊(VMF-211) 所属のF4F-3艦上戦闘機12機とそのパイロットの輸送任務のため、第8任務部隊旗艦として真珠湾を出港した。また同日、任務部隊指揮官のウィリアム・ハルゼー中将は以下の様な訓示を行った。
- 「エンタープライズ」は戦闘態勢で行動中である。
- 昼夜を問わず戦闘に備えよ。
- 敵潜水艦に遭遇する可能性がある。

その訓示は「気を引き締めろ。今は勇気が必要だ」という言葉で締め括られていた。「エンタープライズ」では戦争への準備が行われたが乗組員の意識は平時とあまり変わらなかった。海兵隊パイロットの意識はより切実で彼らは「エンタープライズ」の第6戦闘飛行隊(VF-6) のクラレンス・マクラスキー少佐以下のパイロット達から熱心に講義を受けた。1941年12月2日の夜明けにウェーク島へ向け海兵隊第211戦闘飛行隊は発艦し、輸送を完了した。そのまま12月6日夜（ハワイ時間)に、真珠湾に帰港する予定であったが、12月6日に天気が荒れ、波に揉まれる駆逐艦に合わせて艦隊の速力を落としたことで真珠湾への帰港は7日昼頃まで遅れた。結果、日本海軍による真珠湾攻撃（現地時間12月7日）は、「エンタープライズ」不在の港を攻撃する形になった。真珠湾攻撃当日、普段「エンタープライズ」が使用していたフォード島のF-11埠頭は標的艦「ユタ」 (USS Utah, AG-16) が停泊していたが、南雲機動部隊の九七式艦上攻撃機により撃沈された。ただ大本営発表では「エンタープライズ型航空母艦」を1隻撃沈したと伝えられた。

### 真珠湾攻撃
12月7日（使用する日付時刻はエンタープライズ艦内で使用されていた時間に則る）朝の時点で「エンタープライズ」はハワイ西方約320kmの地点にいた。6時15分にSBD艦上爆撃機2機が、続いて6時17分に残りの第6偵察飛行隊（VS-6）のSBD全16機がフォード島へ向け発艦した。この発艦はいつものことであり、計18機のSBDは無線封止してハワイにむかった。ハルゼー中将は味方に報告しなかったので、真珠湾攻撃の第一報を聞いたときの反応は「何ということだ！うち（エンタープライズ）の機を射っている」だった。
SBD隊の指揮官はハワード・L・ヤング少佐で、その機には航空乙参謀ブロムフィールド・B・ニコル少佐が同乗していた。ニコル少佐は日本軍機に対する対空砲火を見て「日曜日に対空射撃をするなんて陸軍は気が狂ったか」と思ったという。8時20分に先行した2機のSBDがエワ上空で日本軍機の攻撃を受け、応戦、その後8時35分にフォード島飛行場へ2機とも着陸した。10分後の8時45分に残りのVS-6が真珠湾に到着し、こちらも日本軍機から攻撃を受けた。「蒼龍」第一波制空隊指揮官・菅波政治大尉は、SBD×8機と交戦し5機撃墜を記録した。また「翔鶴」所属の九九式艦上爆撃機がSBD（マニュエル・ゴンザレス少尉、レオナルド・J・コゼレッタ三等無線兵）を撃墜した。だが反対にこのSBD編隊に攻撃を仕掛けた「加賀」と「蒼龍」所属の零式艦上戦闘機が各1機ずつ撃墜されている。なお、「加賀」所属の撃墜されたこの零戦が、太平洋戦争における空戦で撃墜された最初の零戦である。1機の零戦は、1機のSBD（ジョン・ボクト海軍少尉、シドニー・ピアス三等無線兵）と低空で空中衝突したという。また1機のSBD（エドワード・T・ディーコン少尉、オードレー・コスレット三等無線兵）が味方対空砲に誤射されて不時着、陸軍の救助艇に拾われた。
「エンタープライズ」では8時23分に「パールハーバー空襲中。演習に非ず」の無線を受信した。これを受けてハルゼー中将は日本空母を捜索、発見すればエンタープライズ単独であろうと攻撃を仕掛けることを決断しSBDを捜索に、F4Fを上空哨戒に発艦させた。一度は日本空母発見の通報がありTBD艦上雷撃機14機とSBD 6機、F4F 6機から成る攻撃隊を発艦させたが誤報であった。夜になってVF-6、VS-6、第6爆撃飛行隊（VB-6）をエワ及びカネオヘ両飛行場に送った。VF-6のF4F×6機はフォード島の飛行場に夜間着陸しようとしたが、真珠湾在泊の全艦艇から射撃される。2機は着陸に成功し、1機は墜落前に落下傘降下、3機が墜落し、計4機のF4Fが誤射で失われた。12月7日だけで、「エンタープライズ」は艦爆5機と艦戦4機を失った。燃料補給のため翌日の18時に、灯火管制下の真珠湾に帰投した。真珠湾に帰還した「エンタープライズ」座乗のハルゼー中将は、他の損傷した戦艦群や格納庫の残骸を見た後、普段は「エンタープライズ」がいる場所で横転している「ユタ」を見て、複雑な表情を見せた上で次のようにつぶやいたという。「われわれが奴らを始末する前に、日本語は地獄だけで話されるようになるだろう!」。「エンタープライズ」の補給作業は暗闇の中であったが8時間で終わり、12月9日3時にハワイ近海の哨戒任務のため真珠湾を出港した。
12月10日にオアフ島南方海面で日本海軍の潜水艦「伊70」をVS-6のSBDが発見、撃沈する。これが太平洋戦争における最初の日本海軍の喪失艦艇であった。「伊70」は日本時間9日午後7時に「米空母らしきもの真珠湾に入港」と報告したあと、消息不明となった。また日本時間12月10日朝、潜水艦「伊6」はオアフ島東方哨区で空母と重巡洋艦2隻を発見し「〇四一〇大巡二隻及「レキシントン」見ユ「オアフ」島東水道針路六〇度 速力二〇節 本国ニ引揚グルモノノ如シ」と報告した。「伊6」が見たのは空母「レキシントン (USS Lexington, CV-2)」ではなく、「エンタープライズ」であった。「伊6」の報告により潜水艦「伊25」が急行したが、浮上航行中に米軍機に発見され、何度も対潜爆撃を受ける羽目になった。「伊25」はアメリカ本土攻撃のため、ハワイ地区を離れていった。
日本軍がアメリカ領ウェーク島に侵攻すると、アメリカ海軍は空母「サラトガ (USS Saratoga, CV-3)」にフランク・J・フレッチャー少将が座乗して第14任務部隊を編成、ウェーク島救援にあたることとなった（ウェーク島の戦い）。これに呼応し、ハルゼー中将が指揮する第8任務部隊（空母「エンタープライズ」、重巡「ノーザンプトン」「ソルトレイクシティ」など）は遊軍として哨戒と支援を行い、「レキシントン」基幹の第11任務部隊（ウィルソン・ブラウン中将）は牽制攻撃のためジャルート環礁目指して12月14日出撃した。太平洋艦隊司令長官代理ウィリアム・パイ中将はウェーク島の取り扱いの方針について海軍作戦部長ハロルド・スターク大将と合衆国艦隊司令長官アーネスト・キング大将に伺いを立てたところ、ウェーク島守備隊の士気を考慮したものの、「兵力の増強より撤退すべきだ」と指示された。こうして、ウェーク島救援の動きは一気に終息に向かった。ウェーク島救援の本隊である第14任務部隊はもともと寄せ集め部隊で練度も十分でなく、12月23日の時点でウェーク島の北東約683キロ地点に達していたが、占領の報と相前後して引き返していった。

### 機動空襲
1942年1月11日、「エンタープライズ」は真珠湾を出港して南太平洋のアメリカ領サモアに向かう海兵隊を運ぶ輸送船を空母「ヨークタウン (USS Yorktown, CV-5)」以下の第17任務部隊と合同で護衛した。1月12日にはハワイ近海にいた空母「サラトガ」が「伊6」の雷撃で大破し、数ヶ月に及ぶ修理を余儀なくされた。「サラトガ」は真珠湾で応急修理をおこなった後ブレマートンに向かった。1月18日に海兵隊はサモアに上陸し「エンタープライズ」はサモア北方150kmの地点で哨戒を行った。その後、1月25日にフレッチャー少将が指揮する第17任務部隊（空母「ヨークタウン」、重巡「ルイビル」、軽巡「セントルイス」ほか）と合流してギルバート諸島・マーシャル諸島へ向かった。1月28日には夜間に12ノットで航行しつつ艦隊随伴油槽艦「プラット(USS Platte, AO-24)」から燃料補給を受けた。1月29日に「ヨークタウン」以下の第17任務部隊と分離した。1月30日にはボイラー鋼板を加工してF4Fの装甲強化を行った。
「エンタープライズ」は2月1日に第17任務部隊と共にマーシャル諸島・ギルバート諸島の日本陸海軍の基地に奇襲攻撃を行い、任務部隊に随伴していた巡洋艦が艦砲射撃を行った（マーシャル・ギルバート諸島機動空襲）。4時43分にSBD 37機とTBD 9機（爆装）からなる攻撃隊をそれぞれクェゼリン環礁ロイ島とクェゼリン南方の投錨地へ発艦させた。続いて6時10分にF4F 6機（100ポンド爆弾2発装備）をマロエラップ環礁タロア島へ向け発艦させた。内1機を発艦ミスで失った。攻撃は7時のSBDによるロイ島空襲から始まった。飛行場施設などに損害を与えたが反対にSBD 4機が撃墜された。クェゼリン南方投錨地に対するTBDの攻撃は艦船や付近の陸上施設、水上機基地などへ行われた。日本軍の第6根拠地司令部へ直撃弾を与え、基地司令官の八代祐吉少将ら多数を殺傷した。艦船に対しては50分後に待機していたTBD9機による雷撃も行われたが早爆などの魚雷の問題で1本も命中していない。マロエラップ環礁タロア島に対するF4F 5機の攻撃では11機の日本軍機に迎撃を受けたものの1機を撃墜し、損傷を受けたものの撃墜された機体はいなかった。ロイ島の飛行場を最大の脅威だと捉えたハルゼー中将は第2次（SBD 9機）、第3次（SBD 9機）と攻撃隊を送り込んだ。内1機が撃墜された。また、新たにF4F 6機がウォッジェ環礁を攻撃した。続いてウォッジェへの第2次攻撃ではTBD 9機（爆装）とSBD 8機が送られた。クェゼリン環礁攻撃では施設損傷、将官殺傷、マロエラップ環礁攻撃では格納庫破壊、燃料タンク炎上、敵機1機撃墜、9機地上撃破、ウォッジェ環礁攻撃では格納庫破壊、燃料タンク炎上、特設捕獲網艇「鹿島丸」（鹿島汽船、876トン）撃沈、といった戦果をあげた。「エンタープライズ」側はSBD5機、F4F1機を失った。この他隷下の重巡艦隊により多数の日本軍艦船を撃沈撃破した。潜望鏡発見の通報などもあり、13時に30ノットで離脱を開始した。日本側はまず九六陸攻5機が「エンタープライズ」を爆撃した。この攻撃で至近弾が1発あり、小火災が発生したものの即座に消火された。また1機の陸攻（中井一夫大尉機）が「エンタープライズ」に突入し、飛行甲板上のSBDを引き裂いて海中に落ちた。続いて別の2機の陸攻が爆撃を行ったが「エンタープライズ」は回避し、F4Fが1機を撃墜した。エンタープライズは日本軍の捜索を逃れるため一旦北西に退避した後スコールに沿ってハワイへ離脱した。2月5日に真珠湾に帰港し、8日間停泊して修理を行った。このギルバート・マーシャル諸島へ対する攻撃は米海軍最初の積極的攻撃であり、これから始まる一連の日本軍領域への機動空襲の幕開けでもあった。当時の米海軍は日本海軍に絶対数で劣っていたためこのようなヒット・アンド・ランを繰り返して日本海軍の攻勢を鈍らせることを主眼に置いていた。このマーシャル・ギルバート諸島機動空襲によって日本海軍は米機動部隊による本土攻撃を警戒し第五航空戦隊（瑞鶴、翔鶴）を迎撃用に備える措置を取った。米海軍は目的を達したといえる。
2月14日の午後に「エンタープライズ」は真珠湾を出港した。艦隊は第8任務部隊から第16任務部隊へと改名されていた。2月24日に先のギルバート・マーシャル諸島に比べより日本に近いウェーク島を空襲した。SBD 37機、TBD（爆装）9機、F4F 7機から成る攻撃隊は5時に発艦。内1機が発艦ミスで墜落した。7時50分にウェーク島を爆撃した。また、レイモンド・スプルーアンス少将が指揮する重巡「ソルトレイクシティ (USS Salt Lake City, CA-25)」と「ノーザンプトン (USS Northampton, CA-26) 」他、駆逐艦2隻の艦砲射撃も行われた。砲爆撃による戦果は大型水上機2機地上撃破、燃料タンク炎上、施設損傷、特設監視艇「第5富久丸」「第1見宝丸」（保證責任焼津信用販売購買利用組合、179トン）の撃沈だった。「エンタープライズ」側の損害はSBDが1機撃墜。9時45分までに攻撃隊は帰艦した。
「エンタープライズ」は離脱したが、2月25日の夕方にチェスター・ニミッツ大将から「可能と思えば南鳥島も攻撃せよ」という電文を受け取った。これを受けて、ハルゼー中将は一旦艦隊をミッドウェー島まで後退させ、艦隊随伴油槽艦「サビーネ(USS Sabine,  AO-25) 」とその護衛に駆逐艦隊を残して重巡「ソルトレイクシティ」と「ノーザンプトン」の護衛のみで太平洋を西進した。南鳥島は日本本土から僅か1,800kmの地点にある小島で小笠原諸島やマリアナ諸島の日本軍基地からは1,000km程度の距離しかなかった。ミッドウェー島やハワイからは3,000km程度離れていた。2月27日に水上機母艦「ラングレー (USS Langley, AV-3)」がフィリピン方面で撃沈された。3月3日4時46分に「エンタープライズ」からSBD 31機、F4F 6機から成る攻撃隊が発艦。6時30分に南鳥島へ爆撃を開始。戦果は施設損傷と燃料タンク炎上程度だった。「エンタープライズ」側の損害はSBDが1機被撃墜。8時45分までに攻撃隊は帰艦し、「エンタープライズ」は離脱した。日本軍は2月21日の攻撃で「エンタープライズ級空母」1隻を撃沈したと大本営発表を行っている。また、本土から2,000km以内の拠点が攻撃されたという混乱から、翌日に日本本土で初めての空襲警報が発令されるに至った。「エンタープライズ」は3月10日に真珠湾に帰投した。このとき12.7ミリ機銃を20ミリ機銃へと更新する改装が行われた。また、F4FがF4F-3からF4F-4へと機種変更された。
4月8日、「エンタープライズ」はドーリットル空襲に向かう空母「ホーネット (USS Hornet, CV-8)」護衛のため真珠湾を出港した。B-25爆撃機を飛行甲板に搭載して艦載機の発着ができない「ホーネット」に代わって航空掩護を行うのが任務だった。4月12日6時頃に「ホーネット」以下第18任務部隊とミッドウェー北方で合流。4月14日にタンカー、及びその護衛に駆逐艦隊を分離して更に日本に接近した。「ホーネット」は目標から400マイル (640 km) で爆撃機を発進させる予定であった。しかし、4月18日、3時15分に「エンタープライズ」のレーダーが水上目標を発見。6時15分に索敵にあたっていたSBDが「発見された」という通信筒を「エンタープライズ」の甲板に投下（無線封止のため）。6時45分に目視で見張り員が敵艦を発見した。そのため7時20分に600マイル (970 km) で爆撃機を発進させた。その7番機（テッド・W・ローソン中尉）の搭載爆弾には、駐日米海軍武官補佐官ステファン・ユーリカ海軍中尉の所有物で、かつて日本から授与された紀元2600年祝典記念章がジミー・ドーリットル中佐の手で装着されていた。ハルゼー提督は「諸君、利息をつけて、この勲章を返してやれ、成功を祈る」と伝言している。ドーリットル隊発艦の間に「エンタープライズ」は発見した16隻程度の日本の哨戒艇を片っ端から攻撃した。軽巡「ナッシュビル (USS Nashville, CL-43) 」の砲撃と合わせて日本軍特設監視艇5隻を撃沈、7隻に損傷を与えた。8時19分までにドーリットル隊の発艦を完了し、8時23分に25ノットで離脱を開始した。この時、一部エンタープライズ乗組員により、「“くず鉄の航空輸送”（ドーリットル空襲を指す）に関する契約書」が作成され、ボトルメールとして日本側に向けて流されている。艦隊は日本軍の捜索の手を逃れ、4月25日に真珠湾に帰港した。
これら一連の日本軍領域内への危険な奇襲爆撃を短期間に連続して成功させた「エンタープライズ」は本国のマスコミに度々大きく取り上げられ、指揮官のハルゼー中将と共に一躍有名になった。度重なるアメリカ軍の敗北により士気の下がった国民を鼓舞し、抗戦を諦めさせなかったという意味でも果たした功績は大きいといえる。

### ミッドウェー海戦

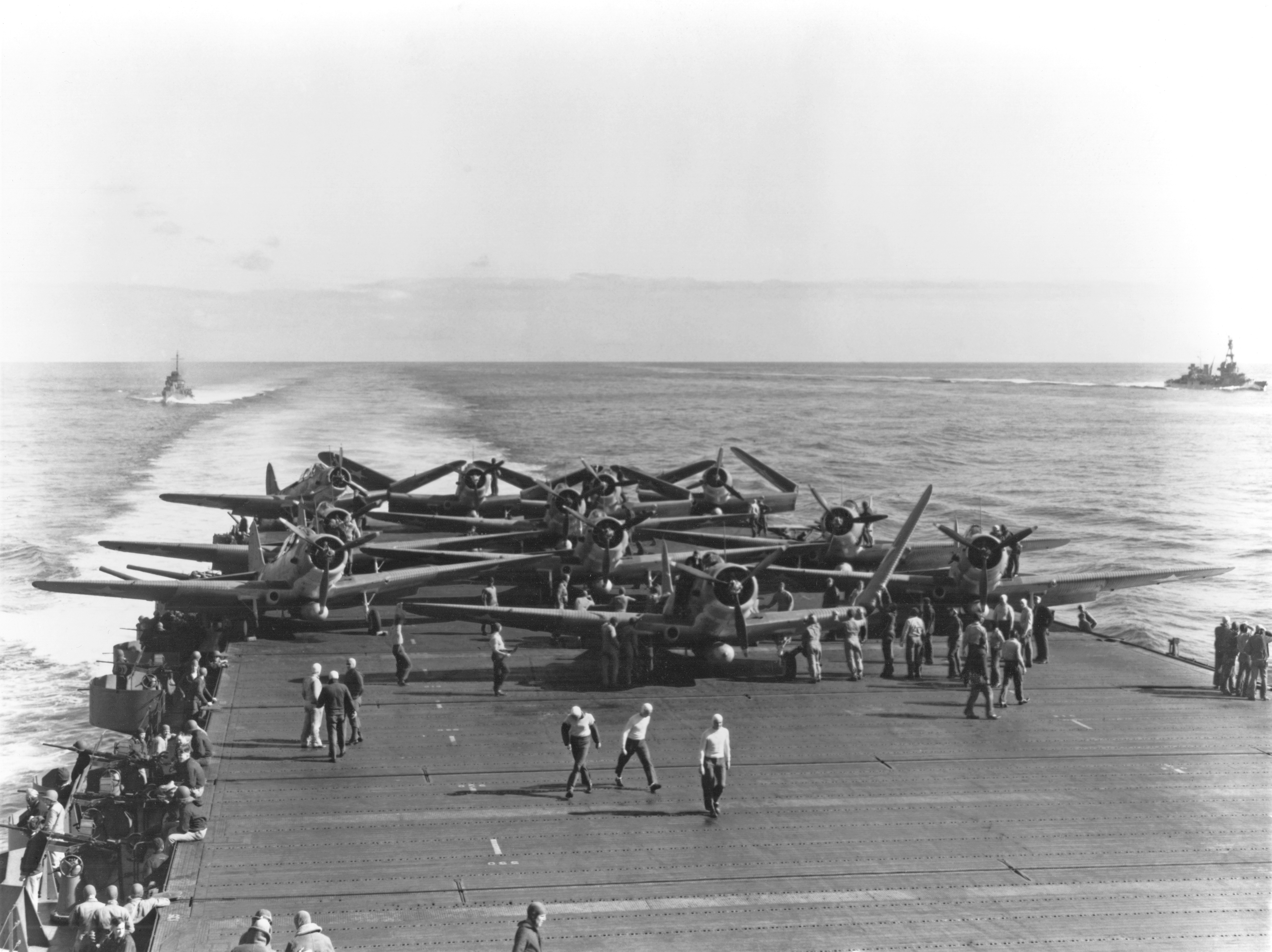
1942年6月4日7時30分～40分、「エンタープライズ」艦上で発進準備中の第6雷撃隊TBD11機（ミッドウェー海戦）。

「エンタープライズ」は南太平洋の任務部隊の補強、及び海兵隊第212戦闘航空団をニューヘブリティーズ諸島エフェテへ輸送するため4月30日に真珠湾を出港。全速で珊瑚海に向かったが、珊瑚海海戦には間に合わなかった。この海戦でアメリカ海軍は空母「レキシントン」が沈没し、「ヨークタウン」が中破した。レキシントン級空母は当時のアメリカ海軍で最大の艦艇であり、真珠湾攻撃以降初めて沈没した大型艦として、その沈没は「エンタープライズ」の乗組員にも大きな動揺を与えた。また、「サラトガ」の修理が完了していない状況で、「レキシントン」「ヨークタウン」が被害を受けた事は、太平洋における米海軍の稼働空母が更に減少することを意味していた。「ヨークタウン」の損害状況の如何では、「エンタープライズ」は新兵同様の「ホーネット」と2隻のみで、大型空母4隻、中型空母2隻、小型空母3隻が稼働可能な日本海軍に対抗しなければいけなくなった。珊瑚海海戦には間に合わなかったが「エンタープライズ」には輸送任務があった。海兵隊をヌメア（エフェテには十分な飛行場が無かったため）に送り届けた後、5月11日から16日までニューヘブリディーズ諸島やサンタクルーズ諸島方面を捜索したが収穫は無かった。5月16日にハワイへの帰還命令を受け、捜索を中止してハワイへ向かった。翌日には帰還の催促が届き、乗組員は「何か」が起こることを予感し始めた。「エンタープライズ」は5月25日に真珠湾に帰港、急ピッチで補給作業が行われた。アメリカ軍では既にミッドウェー諸島への日本海軍の来攻が察知され、「エンタープライズ」は「ホーネット」とともにスプルーアンス少将の指揮下に入り、「強力な戦術的妨害によって日本軍に最大の損害を課す」ため、5月28日、真珠湾を出撃した。また、30日にはフレッチャー少将指揮する「ヨークタウン」も応急修理のみの状態で出撃した。「エンタープライズ」及び「ホーネット」の第16任務部隊 (TF-16) はミッドウェー北東560kmで配置についた。6月2日に「ヨークタウン」以下の第17任務部隊 (TF-17)と合流した。この3隻の空母から成る艦隊は対日開戦以来、米海軍で最大の戦力を有した艦隊だった。「ヨークタウン」のある兵曹はこの艦隊が「日本艦隊がどれだけ強力だろうと、くそ食らえと思える程、頼もしい大兵力に見えた」と回想している。
ミッドウェー海戦が4日から始まると予想したアメリカ海軍は、4日早くに索敵を担当する「ヨークタウン」以下TF-17を後方に残して、TF-16を更にミッドウェー島に接近させた。8時3分にミッドウェー所属のPBY飛行艇からの「2隻敵空母、方位320度、距離300km、進路135度、速力25ノット」の通報を受信。情報を精査した後、9時6分からSBD 32機、TBD 14機、F4F 10機から成る攻撃隊を発艦させた。当初は発艦後、各隊は空中集合する予定であったが、日本軍索敵機に発見されたため、発艦次第各個で攻撃に向かった。そのため本来エンタープライズ雷撃隊を援護するはずだった戦闘機隊は「ホーネット」のVT-8の上空に来てしまっていた。日本艦隊を真っ先発見したのはこのホーネット雷撃隊であり、エンタープライズ戦闘機隊も発見していたが、援護を行わなかった。VT-8の15機は全滅した。同様に本来援護を行うはずだったエンタープライズ雷撃隊も11時30分頃に日本艦隊を発見、突撃したがこれに対する援護も行わなかった。戦闘機隊隊長グレイ大尉は雷撃隊への援護を諦め、爆撃隊が到着した際に援護出来るよう、高度を維持したと言われている。だが爆撃隊の到着よりも先に、戦闘機隊の燃料が無くなり、帰還せざるを得なくなった。雷撃隊隊員は見殺しにされたことに憤り、海戦後に拳銃を手に戦闘機隊の待機室に乗り込む事件も起こった。リンゼー少佐以下の雷撃隊は14機の内、隊長機含め9機が撃墜や1機が不時着水され、4機が帰還、1機が投棄された。マクラスキー少佐以下の爆撃隊30機（1機は不時着、1機は行方不明）は予想地点に敵艦隊がいなかったため独断で北に変針。11時50分に駆逐艦「嵐」と見られる敵艦を発見。針路をたどり、12時5分に日本艦隊を発見した。ほぼ同時に「ヨークタウン」の爆撃隊17機も到着した。エンタープライズ爆撃隊は27機が空母「加賀」を3機が空母「赤城」を狙い、「加賀」に4発、「赤城」に1発が命中した。ヨークタウン爆撃隊は空母「蒼龍」に3発を命中させた。3隻ともダメージコントロールに失敗し、後に「加賀」「蒼龍」は沈没、「赤城」も雷撃処分された。「エンタープライズ」の爆撃隊はSBD14機が撃墜され、半壊。隊長機含め多くの機が損傷を受けた。15時までに、攻撃隊は帰艦した。生き残った空母「飛龍」により「ヨークタウン」が大破したため、「エンタープライズ」は「ヨークタウン」の艦載機多数を収容した。「ヨークタウン」の索敵機から「飛龍」発見の報が届き、17時30分に第2次攻撃隊（SBD 24機。エンタープライズ所属機10機、ヨークタウン所属機14機）が発艦した。19時3分に「飛龍」を攻撃し、4発を命中させる。SBD 3機が撃墜された。「飛龍」は後に雷撃処分された。20時34分までに攻撃隊は帰艦し、TF-16は日本軍の水上打撃艦隊を警戒して東方へと退避した。6月5日は捜索中に駆逐艦「谷風」を攻撃し、僅かな被害を与えた他は何も無かった。6月6日は重巡「最上」及び「三隈」を攻撃し、「三隈」を撃沈し、「最上」に命中弾1発を与えた。同日に損害を受けてハワイに帰投途中の「ヨークタウン」が潜水艦「伊168」からの雷撃を受け放棄され、翌日早朝に沈没した。「エンタープライズ」は6月13日、無事に真珠湾へ帰港した。2週間停泊し、その間に28ミリ4連装機銃1基が艦首に増設され、20ミリ機銃2丁が増設された。また壊滅したTBDに代わり、新鋭のTBF雷撃機が配備された。

### 東部ソロモン海戦
ミッドウェー海戦で一挙に日本空母4隻を撃沈し、「サラトガ」の修理が終了したのに加え大西洋から「ワスプ (USS Wasp, CV-7)」が回航してきたため日米の空母戦力は互角になりつつあった。アメリカ海軍はこの機を逃さず反攻に転じた。8月7日から始まるソロモン諸島方面での反攻作戦を支援するため、エンタープライズは第61任務部隊所属の第16任務群旗艦となり、7月15日に出撃した。7月25日にトンガのヌクアロフに入港し、「ワスプ」以下の第18任務群と輸送船団と合流した。翌日にフィジー南東で「サラトガ」の第11任務群と合流。30日から31日にかけてフィジーのコロ島沖で上陸演習を行った。8月7日に「サラトガ」座乗のリッチモンド・K・ターナー少将より各艦に「本日8月7日、我が部隊は現在敵の手にあるツラギとガダルカナルを奪還する」という電文が伝えられた。5時35分にガダルカナル島へ向け、F4F 16機とSBD 9機からなる攻撃隊が発艦した。6時13分に重巡「クインシー (USS Quincy, CA-39)」が8インチ砲の砲撃を開始し、攻撃が始まった。「エンタープライズ」や「サラトガ」「ワスプ」の攻撃隊は繰り返し発艦し、反復攻撃を行った。これら攻撃隊は「ワスプ」の航空群指揮官ビークリー少佐のTBFによる空中管制を受けて攻撃を行った。7時から上陸が開始された。正午頃から日本軍機が襲来し始め、これらの迎撃任務にも追われた。この迎撃でF4F3機を失った。この1日だけで236回の発艦と229回の着艦を行い、艦の記録が更新された。
8月8日も同様に航空支援を行ったが夕方にフレッチャー中将より南東への退避命令が下され、空母部隊は後退。その晩に第一次ソロモン海戦（アメリカ軍呼称はサボ島沖海戦）が生起し、アメリカ海軍は大敗。ソロモン諸島の制海権を失った。「ワスプ」などは反転して日本艦隊の追撃を求めたが、空母の安全を取ったフレッチャー中将はそのまま空母部隊を後退させた。8月9日から2週間、ソロモン諸島南方の哨戒を行った。日本軍の圧力が強まりつつあったため、アメリカ海軍は8月17日に「ホーネット」を真珠湾より出港させた。8月22、23日に、日本軍の輸送船団が発見され、日本軍の攻撃が近い事が明らかになった。
8月24日に日本海軍の空母部隊がソロモン諸島の北方から襲来し、第二次ソロモン海戦（アメリカ軍呼称は東部ソロモン海戦）が生起する。「ワスプ」以下の第18任務群は燃料補給のため後退しており、日本軍の大型空母2隻、小型空母1隻を、大型空母1隻、中型空母1隻で相手取る事になった。この海戦では「エンタープライズ」が索敵を、十数キロ離れた位置にいる「サラトガ」が攻撃を担当した。また、「エンタープライズ」の第16任務群には、開戦以来初めて戦艦「ノースカロライナ (USS North Carolina, BB-55)」が護衛に付いた。6時30分頃にSBD 23機の偵察隊が発艦。10時頃にガダルカナルのPBYが空母「龍驤」を発見した。13時45分に更にTBF 7機とSBD 16機の偵察隊を発艦させ、15時15分頃にTBF2機が「龍驤」を発見し、水平爆撃したが命中せず、反対にTBF 1機が撃墜された。更にSBD 2機が重巡「摩耶」を攻撃したが命中しなかった。15時30分に「龍驤」以下の部隊よりも後方でSBD 2機が空母「翔鶴」を発見・通報し、15分後に「翔鶴」を奇襲爆撃、至近弾を与えた。アメリカ海軍は「龍驤」を囮と判断し、慌てて攻撃目標を翔鶴型航空母艦2隻に変更しようとしたが、既にサラトガ攻撃隊の集中攻撃を受けた「龍驤」は沈没しつつあった。日本軍も攻撃隊は既に発艦しており、「翔鶴」、「瑞鶴」の2隻から、九九式艦爆27機、零戦10機の攻撃隊が米艦隊に接近していた。16時32分に「エンタープライズ」の対空レーダーが方位320度、距離140kmで敵編隊を発見。「サラトガ」と合わせて54機が迎撃に上がったが、実際に戦闘に参加できた戦闘機は多くなかった。17時5分から、迎撃機が日本軍機との空戦を開始し、17時8分までにSBD 12機、TBF 7機が攻撃のため発艦したが日本艦隊は発見できなかった。17時12分から、第16任務群は対空射撃を開始。17時14分に第3エレベーター右舷側前方に250キロ爆弾を被弾。これは徹甲弾でエレベーターの縦穴を12メートル通り抜けた後、兵員居住区まで貫通して炸裂。右舷後部喫水船下に破孔ができ、浸水が発生した。数秒後に1発目の後方5メートル以内に2発目を被弾。これは触発信管で飛行甲板上で炸裂。右舷後部（第3グループ）ガンギャラリーを爆発が襲い、多数の兵員が死傷し備砲の4分の1が壊滅。飛行甲板にも大きな損傷が発生した。17時15分に第2エレベーター右舷側後方に3発目を被弾した。これも触発信管であったが、幸運にも不良爆弾だったようで、爆発の威力は低く弾殻はいくつかの大きな破片に別れた。それでも飛行甲板には3メートルの穴が空いた。更に左舷艦尾に至近弾を被弾した。至近弾の衝撃で後部にいたものは60cm～90cm体が持ち上げられた。船殻がへこみ、左舷後部の飛行甲板が一部盛り上がった。17時17分に攻撃は終了。74名が戦死した。
「エンタープライズ」では大火災が発生し、第2・第3エレベーターと飛行甲板が損傷、右舷水線に2メートルの破孔、右舷へ3度傾斜、という甚大な被害を受けた。引き換えに日本軍は艦爆17機、艦戦3機が撃墜され、艦爆1機不時着という大損害を受けた。「エンタープライズ」ではダメージコントロールにより火災が消火され、甲板も修復、左舷への注水で傾斜も回復し、1時間以内に艦載機の発着艦が可能となった。18時50分までに25機が着艦したが、舵が故障し、操舵不能に陥った。駆逐艦「バルチ (USS Balch, DD-363)」と衝突しそうになったが、「バルチ」が前進一杯、「エンタープライズ」が後進一杯を行い、辛うじて回避した。両舷の機関出力調整でも艦をコントロールすることが出来ず、やむ無く「エンタープライズ」は停止した。操舵区画内は約80度の高温であったが懸命の修理により、19時28分に修理が完了した。この修理中の動けない間に日本軍の第2次攻撃隊が接近し、レーダーが「方位270度、距離80km」という至近距離で敵をとらえたが、幸運にも日本軍機は「エンタープライズ」を発見できなかった。その後、8月26日にトンガタプ島で応急修理を行い、重巡「ポートランド (USS Portland, CA-33)」と共に後退した。艦載機の大半は他空母や、ガダルカナルのヘンダーソン飛行場に分配しており、F4F 6機とSBD 6機のみしか搭載していなかった。
9月10日に真珠湾に入港し、本格的な修理が行われた。開戦から一貫して「エンタープライズ」の航空隊として活躍してきた第6航空団は一連の戦いで消耗していた上に、ガダルカナル防衛のため空母「ワスプ」やヘンダーソン飛行場へ派遣され半壊していた。そのため「エンタープライズ」には新設の第10航空団が搭載された。その戦闘機隊は「ヨークタウン」で活躍したジミー・フラットレー少佐に率いられ "グリム・リーパーズ" の呼び名と共に名を馳せることとなるが、この時は航空群の搭乗員のほとんどが新兵であり、練度は日本軍のそれに比べかなり劣っていた。修理と平行して改装が行われ、28ミリ4連装機銃4基16門を撤去し（艦首の1基は残された）、ボフォース40ミリ4連装機関砲4基16門が搭載され、20ミリ機銃も12基増設された。ダメージコントロール面でも改善があった。真珠湾で「エンタープライズ」が修理と改装を行っている間、ソロモン諸島では米海軍は苦戦していた。8月31日、「サラトガ」が潜水艦「伊26」の雷撃で大破した。フレッチャー提督も負傷し、「サラトガ」は9月21日から真珠湾で修理に入った。9月15日には、「ワスプ」が潜水艦「伊19」の雷撃で沈没した。これにより、太平洋における米海軍の稼働空母は「ホーネット」1隻のみになっていた。「エンタープライズ」の修理は急がれ、10月16日には真珠湾を出港した。

### サンタクルーズ諸島沖海戦

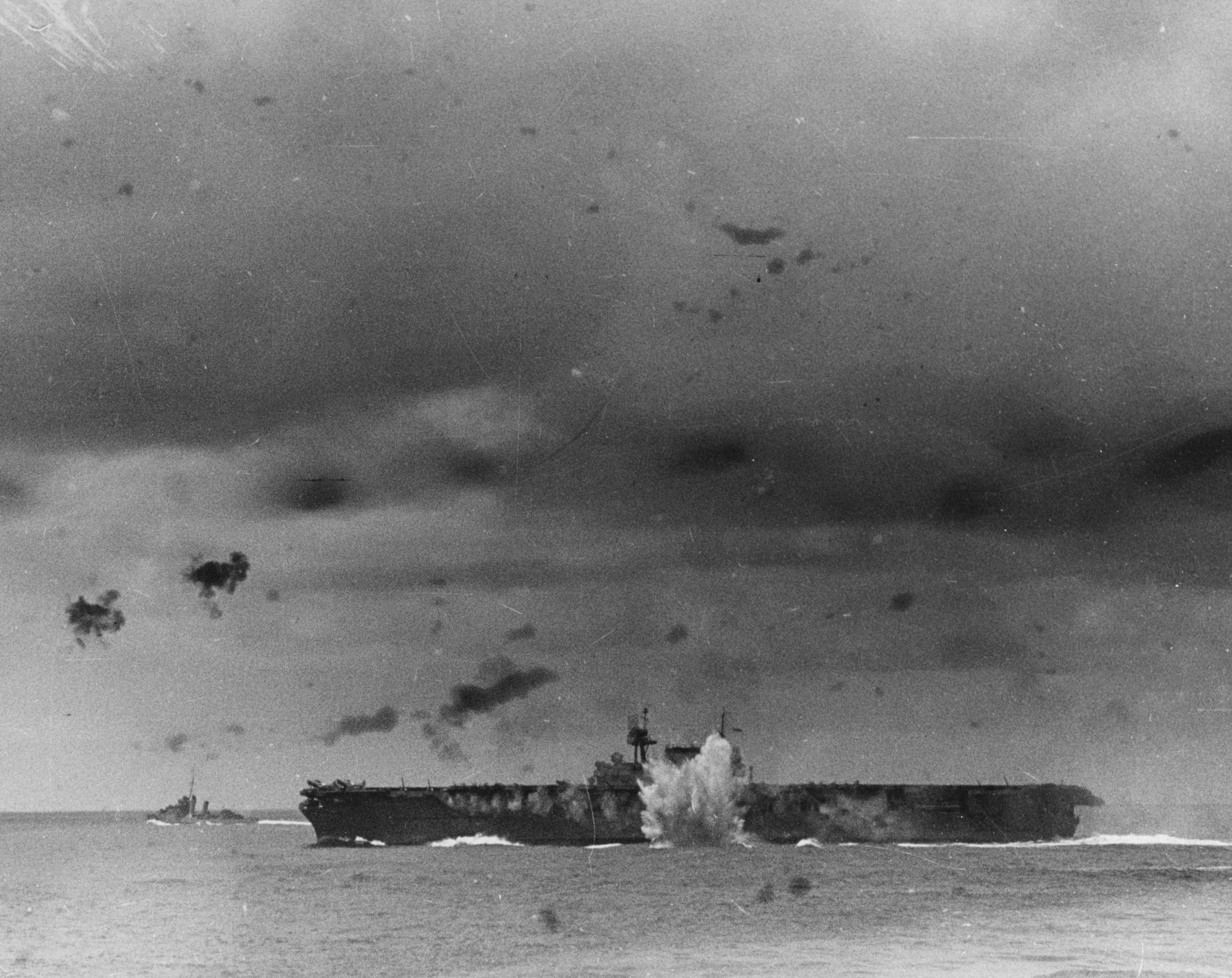
サンタ・クルーズ沖で日本海軍機の爆撃を受ける「エンタープライズ」（南太平洋海戦）。

第16任務部隊旗艦として、真珠湾を出港した「エンタープライズ」は10月23日にソロモン諸島近海でホーネット以下の第17任務部隊と合流し、哨戒を始めた。
10月25日にエスピリトゥサント島のPBYが日本空母を発見。東部ソロモン海戦に続き、索敵を担当する「エンタープライズ」は2度の索敵を行ったが発見できず、反対に航法ミスなどから燃料不足でF4F×1機、SBD 3機、TBF 3機が不時着水し、決戦前に多くの艦載機を失う損害を出した。
10月26日にガダルカナル島ヘンダーソン飛行場への攻撃を仕掛けようとする日本海軍とそれを阻止しようとするアメリカ海軍の間でサンタ・クルーズ諸島沖海戦（南太平洋海戦）が生起。海戦の直前に日本側は空母「飛鷹」が機関部火災を起こしたため参戦できなくなったが、それでも大型空母2隻、中型空母1隻、小型空母1隻を有する日本艦隊に対して中型空母2隻のみの米艦隊は量、質共に劣っていた。また、護衛艦艇数でも、2倍以上日本軍に数で劣っていた。5時37分にSBD 16機が発艦し、2機ずつのペアで索敵に向かった。7時30分頃に日本艦隊前衛部隊を発見。8時10分頃に日本空母を発見した。「空母2隻、護衛艦多数、南緯7度3分、東経163度38分」の電文は「エンタープライズ」へと送信され、「ホーネット」「エンタープライズ」はその情報をもとに攻撃隊を発艦させた。「エンタープライズ」はF4F 8機、SBD 3機、TBF 8機の攻撃隊を発艦させた。8時10分頃に別の編隊が日本空母を発見。空母「瑞鳳」を攻撃し、500ポンド爆弾2発を投弾し、1発を命中させて中破に追い込み、「瑞鳳」は後退せざるを得なくなった。
一方、発艦した「エンタープライズ」の攻撃隊は「瑞鳳」の攻撃隊の奇襲を受けて、TBF 3機、F4F 3機が撃墜され、TBF、F4F各1機が帰艦することになり、F4F 4機、SBD 3機、TBF 4機のみで進撃した。だが奇襲を受けた際に増槽を投棄したため燃料が足りず、日本空母までたどり着けずに重巡「筑摩」を中破させたに留まった。また、不時着したエンタープライズの雷撃機の救助に向かった駆逐艦「ポーター (USS Porter, DD-356)」が雷撃機から誤って発射された魚雷に当たって損傷、乗組員は艦を放棄し、駆逐艦「ショー (USS Shaw, DD-373)」の砲撃によって沈められたという事故が起こった。
一方、「ホーネット」の攻撃隊は「翔鶴」を大破させた。だが「ホーネット」は日本海軍の集中攻撃で航行不能に陥り、日本軍の第2次攻撃は「エンタープライズ」に集中した。11時15分に「翔鶴」からの爆撃隊（艦爆19機、零戦5機）が襲来、11時17分に艦前部中央に直撃弾を受けるが爆弾は左舷へ艦体を貫通してから炸裂して小火災が発生。続いて直撃弾（徹甲弾）を第1エレベーター後方中央に受け、エレベーターが損傷し火災が更に発生した。爆弾は大きく2つに別れ、1つは格納庫甲板で炸裂。予備の艦載機7機が破壊された。もう1つは、格納庫甲板を貫通し、士官居住区で炸裂した。11時19分にはアイランドの極至近距離に至近弾を受け、レーダー、タービン等が損傷し、右舷重油タンクが破損、海水が流れ込み右舷に傾斜した。11時20分に攻撃は終了したが30分も経たないうちに「瑞鶴」からの雷撃隊（艦攻16、零戦4機）が襲来。9機が投下に成功したが「エンタープライズ」は9本全てを回避した。この攻撃で艦攻1機が魚雷を抱いたまま、「エンタープライズ」の左舷近距離で対空戦闘を行っていた駆逐艦「スミス(USS Smith, DD-378)」に体当たりを行い、「スミス」では前部弾薬庫が爆発。大火災で操艦不能に陥り、「エンタープライズ」と衝突しそうになった。「エンタープライズ」は日本軍の魚雷と併せて「スミス」も回避して、惨事を免れた。「スミス」はその後、戦艦「サウスダコタ (USS South Dakota, BB-57)」の艦尾に突っ込み、消火した。
12時15分から艦載機の収容を開始したが、12時21分に日本軍機が襲来し、着艦は中止された。今度は空母「隼鷹」からの爆撃隊（艦爆17機、零戦12機）だった。この頃には直掩機は残弾が無くなり、TBFが空戦に加わったり、敵機に体当たりを試みる機（ドナルド・ゴードン機）もあった。直掩機による迎撃が衰え始めたが、対空砲火は健全であり、飛行甲板上のSBDの旋回機銃までもが対空射撃を行って迎撃した。直撃弾は無かったが右舷3メートルに至近弾を受け、再び浸水、衝撃に損傷した第1エレベーターが作動しなくなった。この攻撃でレーダーが故障したため、レーダー員のブラッド・ウィリアムス大尉が日本軍の攻撃中であったが、マストに上りアンテナに体を縛り付けてレーダーの修理を成功させた。また、戦闘中巧みな操艦でエンタープライズと1,000メートル以内の至近距離を保ち、対空戦闘を行っていた「サウスダコタ」が被弾し、混乱から操舵不能に陥り、「エンタープライズ」に衝突しかけたが、「エンタープライズ」はこれも回避した。他に軽巡「サンフアン (USS San Juan, CL-54)」が被弾して操艦困難に陥った。この3波わたるエンタープライズへの攻撃で日本軍は撃墜、不時着合わせて艦爆23機、艦攻10機、零戦2機を失った。
12時45分に修理されたレーダーから、敵影が消えたため艦載機の収容を再開した。「エンタープライズ」は自身の航空隊と「ホーネット」の艦載機を収容した。第1エレベーターが動かず第2、3エレベーターの上にも艦載機が乗っている状況で、艦載機95機を積載した「エンタープライズ」は空爆に対して極めて脆弱で、戦線を離脱することになった。乗組員は断腸の思いで煙を上げ、停止して放棄された姉妹艦「ホーネット」を見続けたという。この時までに、8月31日にソロモン諸島海域で哨戒していた「サラトガ」が潜水艦の雷撃による推進系統の被害で戦線から離脱し、9月15日には「ワスプ」が潜水艦の雷撃に沈没していた。ソロモン諸島海域、更に言えば太平洋戦域においてアメリカ海軍は稼動可能な空母が一時的にゼロになってしまった。そのため、アメリカ海軍ではこの日を史上最悪の海軍記念日と呼んでいる。

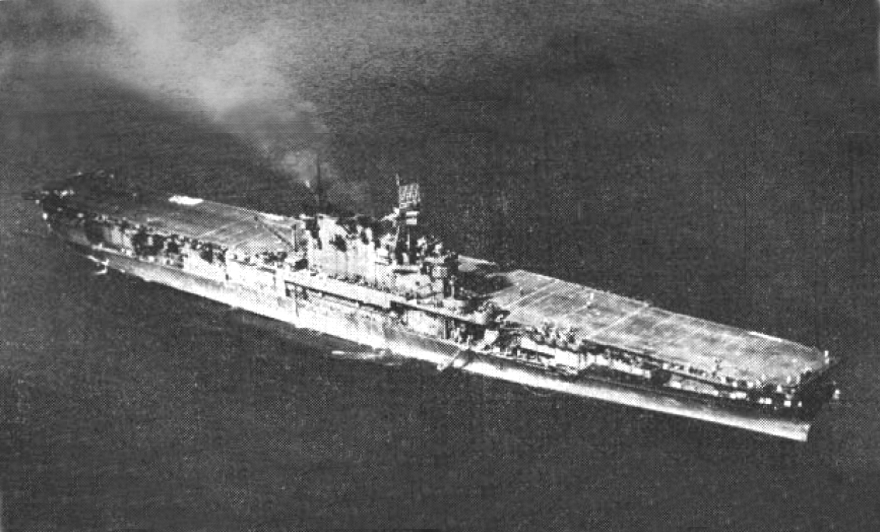
エンタープライズ（1942年11月、ヌメア）

10月30日、修理のためニューカレドニアのヌメアに到着。しかし、ガダルカナル島の守りが危険な状態に陥ったため、11月11日に工作艦「ヴェスタル (USS Vestal, AR-4)」の修理要員を載せたまま急行し、第三次ソロモン海戦に参加した。この時の「エンタープライズ」の状況は、第1エレベーターが故障を懸念して使用不可、着艦エリアの甲板が膨張して着艦が困難、艦前部の隔壁が破壊されており水密が効かない、というものだった。
11月13日8時23分に「エンタープライズ」からTBF 15機、F4F 6機が発艦し、ヘンダーソン飛行場に向かった。11月12日から13日にかけての深夜に第三次ソロモン海戦の第1夜戦が行われており、両軍に大きな損害がでていた。ヘンダーソン飛行場に向かったVT-10は偶然にも、その道中で戦艦「比叡」を発見したため、雷撃を行い2本、あるいは3本を命中させた。VT-10のTBFは、ヘンダーソン飛行場への到着後、海兵隊のSBD 6機、護衛の戦闘機8機と共に、6機が再び出撃。「比叡」に損害を与えて、戦線離脱を阻止、沈没に追い込んだ。この日本軍の戦艦を初めて撃沈したことと、ソロモンに来て以来の僚艦であった「ポートランド」の敵討ちの達成を祝って、VT-10のパイロット達は魚雷のアルコールをグレープフルーツジュースで割り、祝杯をあげた。
11月14日はスコールで発艦作業に支障が出たが午前中に合計SBD 27機、F4F 10機が発艦し、ガダルカナルへ接近する日本軍輸送船団と、前日夜にガダルカナルを攻撃し退避する日本軍砲撃部隊への攻撃に向かった。ヘンダーソン飛行場の陸上機と共同で巡洋艦「衣笠」を撃沈、重巡「鳥海」と「摩耶」、軽巡「五十鈴」に損害を与えた。「摩耶」については被弾した「エンタープライズ」所属のSBDの体当たりにより損傷を受けている。輸送船団への攻撃では輸送船11隻中6隻を撃沈、1隻を後退に追い込んだ。攻撃に向かった機は全てヘンダーソン飛行場に送られ、ヘンダーソン飛行場の航空戦力を一気に強化した。「エンタープライズ」にはF4F 18機のみが残され、ハルゼー提督より帰還命令が出された。その日の夜には戦艦同士の砲撃戦にアメリカ側が辛うじて勝利した。翌15日に、ヘンダーソン飛行場に移った第10航空群と陸上機により、座礁させられた残りの輸送船4隻も破壊した。
この第三次ソロモン海戦により、日本軍の大規模なガダルカナルへの攻勢は終結へと向かった。11月18日、「エンタープライズ」はヌメアに寄港して修理を行った。12月4日までに修理を終え、また第10航空群がヘンダーソン飛行場より帰艦し、珊瑚海の哨戒活動を開始した。翌日には、修理を終えた「サラトガ」がヌメアに入港した。12月11日にはエスピリトゥサント島に入港。1ヶ月間、セゴンド海峡の哨戒を行った。この時期に夜間訓練が何度か行われ、数機の艦載機を喪失した。この内フランス人看護婦目当てにエスピリトゥサント島付近でフランス病院を探し、不時着しようとした機もあったが果たされなかった。
1943年1月29日、レンネル島沖海戦で日本海軍基地航空隊の攻撃に晒されている味方艦隊の直掩を行ったが、高速を発揮する1式陸攻をF4F戦闘機は捉えられず味方対空砲火を冒してまで追撃したものの、損傷して曳航中の重巡洋艦「シカゴ」が撃沈され、保護に失敗した。が日本軍機11機のうち7機を撃墜した。「シカゴ」を喪う損害を出したものの、結果的にガダルカナルへの輸送船団は無傷であり、無事にガダルカナルに到着した。ガダルカナルの戦いは一気に終息へ向かった。
その後はエスピリトゥサントを拠点として1ヶ月ソロモン諸島海域を哨戒した。この頃になると「サラトガ」の修理も終わり、イギリス空母の一時的な借用の目処もたち、「エンタープライズ」が唯一の稼働空母、といった状況からは抜け出しつつあった。4月16日にエスピリトゥサント停泊中に、「エンタープライズ」乗組員に対して本国への帰国が近いことが伝えられると、1キロ近く離れた湾の反対にいた者達が思わず振り向くほどの大歓声が沸き起こった。5月1日に「カリフォルニア・ヒア・ウィ・カム」の伴奏のなか、エスピリトゥサント島を出港し、5月8日に真珠湾に帰港した。2ヶ月間、船体の修理と訓練を行った。5月27日に訓練中だった「エンタープライズ」は太平洋艦隊司令長官ニミッツ大将からアメリカ海軍空母で初の大統領感状（プレジデンシャル・ユニット・サイテーション）を授与された。ちょうどこの頃、捕虜となっていた豊田穣海軍中尉が特別許可を得て「エンタープライズ」を見学した。豊田は航空機を天井に吊るして搭載機を増やすという方法に感心している。アメリカ軍も空母搭乗員だった豊田に「エンタープライズ」を見学させ、日米双方の空母について何気なく雑談することで、日本軍空母の情報を得ようとしていたのである。

### 中部太平洋戦線
「エンタープライズ」は本格的な修理と改装が必要であった。7月14日に真珠湾を出港して7月20日、ワシントン州ブレマートンのピュージェット・サウンド海軍造船所に入港した。1939年9月以来の帰国だった。広範囲に渡る修理、及び改装が行われた。主な改装点は以下の通り。
- 船体の4分の3にわたる対魚雷防御用のバルジの増設
- CICの設置
- 毎分3800リットル放水可能なディーゼル動力消火ポンプを2基設置
- 28mm機銃の撤去と40mm機銃24門、20mm機銃6門増設
- レーダー連動の射撃管制装置を導入し、5インチ砲、40mm機銃はレーダー連動が可能に
- ダメージコントロールの中核をなす消火用水本菅を前後に延長
- 弾薬庫への注水システムの廃止、スプリンクラーシステムの導入
- 無電池式電話や、その回線の増設
- 艦の重要施設の空調システムの改善、拡張
- 新型のカタパルトを設置
- アイスクリーム製造機を新型へと更新

また、F4Fに代わり、F6Fが配備された。
10月24日に船体の試験が行われ、10月31日にブレマートンを出港した。この時、熟練した多くの乗組員が他の艦へ移り、代わりに訓練を終えたばかりの新兵が乗り込んでいた。乗組員全体の4割が新兵だったという。11月6日に真珠湾に入港した。湾内には数多くの新型艦艇で溢れかえっており、「エンタープライズ」は既に数ある空母の中の1隻になっていた。
11月7日に真珠湾を出港。続いて9日に第6航空群が着任した。第6航空群はかつて先代「レキシントン」で活躍したエドワード・オヘア少佐によって率いられていた。11月19日から21日まで、ウェーキ島空襲に加わった軽空母「ベロー・ウッド (USS Belleau Wood, CVL-24)」と10月に太平洋に回航された軽空母「モンテレー (USS Monterey, CVL-26)」らとアーサー・W・ラドフォード少将指揮する第2群（第50任務部隊）を編成し、ギルバート諸島のマキン島に上陸する海兵隊の支援を行い、ガルヴァニック作戦に従事した（ギルバート・マーシャル諸島の戦い）。
まず11月19日に上陸前の砲爆撃が行われた。11月20日がD-Dayとなり、マキンへ上陸が行われた。VT-6隊長のフィリップス少佐機によって戦況は逐一戦艦「ペンシルベニア (USS Pennsylvania, BB-38)」艦上のターナー提督へ伝えられた。作戦は順調に行ったとは言い難く、圧倒的兵力差にもかかわらず、陸軍はマキン島制圧に手間取り、結果海域に長く留まらざるを得なかった海軍も、日本軍潜水艦によって護衛空母「リスカム・ベイ (USS Liscome Bay, CVE-56)」を喪う損害を受けた。
11月25日から日本軍機による夜間攻撃があり、26日に同じく夜間攻撃を受けた際には、「エンタープライズ」は世界で初めて艦載機によるレーダーを使用しての夜間迎撃を成功させた（ギルバート諸島沖航空戦）。これは、レーダーを装備した1機のTBFが2機のF6Fを誘導して敵機に攻撃を仕掛けるというものだった。計画通りには行かず、F6FがはぐれてしまったがTBFによって2機の撃墜が報じられた。この冒険的な試みで1機のF6Fが行方不明になった（友軍誤射や敵機の防御砲火による被撃墜等の説がある）。この行方不明になったのが第10航空群指揮官であり、夜間航空作戦の実施を推し進めていたオヘア少佐だった。
12月4日、マーシャル諸島のクェゼリン環礁の基地に打撃を与えた（マーシャル諸島沖航空戦）。「エンタープライズ」は第50.3任務群として参加し、南方のクェゼリン島及びエビジェ島を攻撃した。この頃のTBFは魚雷の信用不足によって実質的には急降下爆撃機として運用されていた。ただダイブフラップが装備されていないため、時速670kmまで達する事もあった。エビジェでは水上機を、クェゼリンでは艦船を攻撃した。「エンタープライズ」の被害は不時着機1のみだった。その日の夜も日本軍機の夜間攻撃を受けたが「エンタープライズ」以下の任務群は発砲せずに切り抜けた。だが空母「レキシントン (II) (USS Lexington, CV-16)」以下の50.1任務群は発砲し「レキシントン」は被害を受けた。
12月9日「エンタープライズ」は真珠湾へ帰港した。12月24日に第10航空群が着任した。「エンタープライズ」は第58任務部隊（高速空母機動部隊）へ第1群（第58.1任務群）の旗艦として加わり1944年1月29日から2月3日までマーシャル諸島上陸支援を行った。1月29日はタロア島の飛行場を空母「ヨークタウン (II) (USS Yorktown, CV-10)」「ベロー・ウッド」と共に攻撃した。翌日はクウェゼリンを攻撃。2月4日までに目標でないマロエラップ環礁やエニウェトク環礁を除けばマーシャル諸島の占領を完了した。

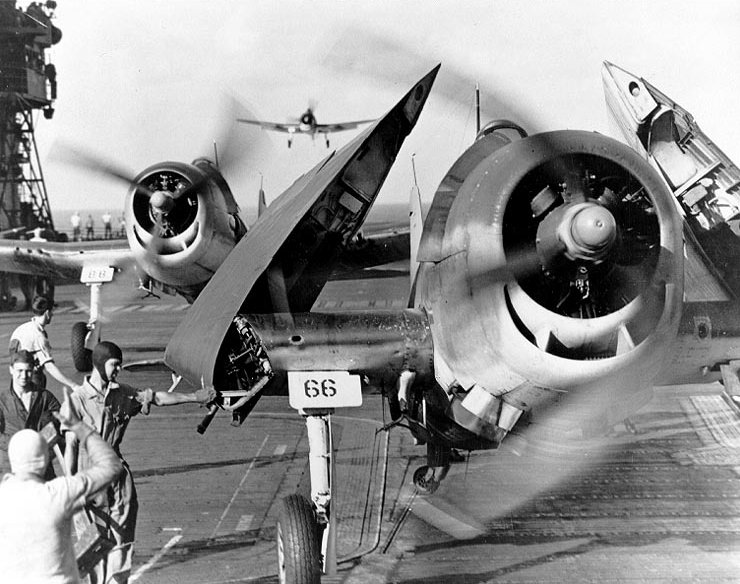
1944年2月、トラック島空襲から帰還した攻撃隊のF6F戦闘機を収容する「エンタープライズ」（ヘイルストーン作戦）。

作戦が段取りよく行われたため、アメリカ軍は予定になかったエニウェトク環礁の占領も行うことを決め、その事前準備として2月16日から日本軍の一大拠点であったトラック島空襲を行った。トラック諸島の日本軍は油断しきっており、攻撃は奇襲になった。2月16日の攻撃は5隻の空母から発艦し、VF-10指揮官であるジョン・R・ケイン中佐機に率いられたF6F計72機によるファイタースイープから始まった。「エンタープライズ」は12機を発艦させ、空戦に参加。また飛行場へロケット弾を撃ち込んだ。この攻撃で4機のF6Fを失った。この大規模な空戦、飛行場攻撃でアメリカ軍は制空権をほぼ確保し、続いて基地施設や艦船に対する攻撃が始まった。「エンタープライズ」は4波の攻撃隊を送り込んだ。第1波はTBFによるエテン島への対地攻撃、SBDによるデュブロン島停泊艦船に対する攻撃。第2波SBDによるデュブロンへの再攻撃。第3波はTBF及びSBDによるトラック環礁各地の艦船への攻撃。第4波はSBD及び日本軍の修復作業妨害のための1000ポンド爆弾（遅延信管）装備のF6Fによるモエン島飛行場への爆撃だった。夜間に日本軍機による夜襲で第2群の空母「イントレピッド (USS Intrepid, CV-11)」が被雷損傷した。一方でアメリカ側も新たな冒険的試みを行おうとしていた。以前から空母による夜間航空攻撃の実現に熱意を注いでいたのがVT-10指揮官のウィリアム・マーティン中佐であり、彼は熱望していた夜間航空攻撃を行う機会を与えられた。但し彼は数日前に腕を骨折していたため、出撃を強く望んだにもかかわらずドクターストップにより出撃できなかった。攻撃はTBF 12機に分乗した彼の部下により行われた。艦載機による夜間攻撃はタラント空襲をはじめ既に行われていたが、このエンタープライズ艦載機による夜間航空攻撃は照明弾などを使用せず、レーダーのみを用いて敵を見つけ暗闇の中低空で接近、投弾時の照準のみ夜間視力に頼って行うものであり、この点で史上初であった。この攻撃方法は敵の対空砲火の影響が少なく被害を抑えられ、命中率も高められるという利点があった。攻撃は成功したがTBF 1機を失った。2月17日は3波にわたりトラック諸島を攻撃。この僅か2日間の米機動部隊の攻撃で、米海軍においては長らく難攻不落の要塞として信じられてきたトラック島に所在する基地機能と輸送船、航空機を破壊し、日本海軍の南太平洋、中部太平洋への進出力を奪った。アメリカ海軍は「太平洋艦隊は1941年12月7日の日本艦隊による訪問にトラック島で答礼の訪問をして、借りを一部返した」と発表した。
その後、TG（任務群）-58.2及び58.3はマリアナ諸島空襲へ向かいエンタープライズはこれらの空母にF6F 10機、SBD 3機、TBF 10機を譲り渡し、TG-58.1は2月20日にジャルート環礁を攻撃、「エンタープライズ」は2波の攻撃隊を送り込んだ。「エンタープライズ」では、マリアナへ向かった空母6隻は日本軍基地航空隊相手に圧勝した一方で自分たちは “2軍” の仕事をしていることを不満に感じた。2月28日にマリアナ攻撃部隊と合流。マジュロを経由して3月11日エスピリトゥサント島に入港した。
「エンタープライズ」は3月15日、第1群（第36任務部隊）に加わってビスマルク諸島のエミラウ島上陸支援にあたり（抵抗は皆無だった）、第58任務部隊に再び参加して12日間に渡ってカロリン諸島西部のヤップ島、ウルシー環礁、ウォレアイとパラオ諸島を空襲した（パラオ大空襲）。3月29日の夜から日本軍の夜間航空攻撃を受けはじめた。翌日「エンタープライズ」はパラオに向け3波の攻撃隊を発艦させた。同日に日本軍機の反撃で、魚雷1本を船体中央に被雷したが不発だった。翌日、TG-58.1はヤップ及びウルシーを攻撃。4月1日にはウォレアイを攻撃した。その後はマジュロで一週間の補給と休養の後、第58任務部隊（エンタープライズはTG-58.3所属に）はニューギニア島北岸のホーランディア上陸を支援に向かった。
4月16日にエンタープライズは空母「プリンストン (USS Princeton, CVL-23)」と衝突事故を起こしそうになった。4月21日からホーランディアへの攻撃を開始。4月22日に陸軍の上陸が開始された。TF-58は4月24日に日本軍の夜間航空攻撃を受けたがこの頃には各空母にレーダーを装備したF4U戦闘機が少数搭載されており、攻撃は撃退された。4月26日までにホーランディアの主要地点を陸軍が制圧したため支援を終了した。その後TF-58は後退ついでにトラック島を再攻撃に向かったが4月28日に「エンタープライズ」がTF-58旗艦「レキシントン」に危うく衝突しそうになった一幕もあった。4月29日には再度トラック島を空襲。少数の日本軍機が離陸していたが1機を除いて全く攻撃を仕掛けてこなかった。その機は、VF-10のF6Fと相討ちになった。4月30日にはトラックからの激しい対空砲火で「エンタープライズ」の航空機が多数撃墜されたが戦艦「ノースカロライナ (USS North Carolina, BB-55)」の水上機によって7名全員が救助され、その後潜水艦「タング (USS Tang, SS-306)」に収容された。この日だけで「タング」は22名もの搭乗員を救助しており、任務部隊を指揮するマーク・ミッチャー提督から感謝のメッセージが送られた。「エンタープライズ」は5月4日にマジュロに入港、約1ヶ月間停泊した。

### マリアナ沖海戦
6月6日、「エンタープライズ」はTG-58.3旗艦としてマリアナ諸島攻略支援のため、マジュロを出撃した。このときのTF-58は大型空母6隻、中型空母1隻、小型空母8隻から成る大艦隊になっていた。TF-58は6月11日からサイパン、グアム、ロタを空襲して、6月15日に始まった上陸を支援した。
6月11日にサイパンへの攻撃を開始。戦闘機隊によるファイタースイープから始まった。この時の攻撃隊隊長はトラック空襲の時と同じくケイン中佐であった。彼にはこの時TF-58の指揮官であるミッチャー提督から直接「敵の忌まわしい喉を切り裂け」というメッセージが送られた。6月12日以降もサイパンへ激しい攻撃を行った。6月15日夜に日本軍の夜間航空攻撃を受け、魚雷数本が「エンタープライズ」へ向け投下されたが全て回避した。ただし、味方機銃弾により艦上で数名の死傷者が出た。6月16日はグアム島オローテ飛行場を攻撃。翌日再攻撃をかけた。同日から接近してくる日本軍機動部隊の捜索を開始。日本軍機動部隊が絶対国防圏防衛のため出撃してくることは明らかになっており、決戦に向け乗組員の士気は高まった。6月18日、「エンタープライズ」のトム・ハミルトン副長は「ジャップに太平洋の半分をくれてやろう。海の底半分を」と訓示した。
6月19日より日本軍機動部隊より攻撃隊が飛来。マリアナ沖海戦（米軍呼称フィリピン海海戦）が始まった。6月19日の6時半からグアム上空で空戦が始まり、8時半から10時まで日本軍機動部隊よりグアムへの増援部隊が飛来したため、これに対する迎撃も行われた。10時ごろに西方240kmに日本軍機動部隊より飛来する第1次攻撃隊をTF-58艦艇のレーダーが補足。7分後に「エンタープライズ」のレーダーも西方210kmで敵機を捉えた。これに対する迎撃機発艦のためTF-58は転針、風上へ進路を向けた。10時16分から「エンタープライズ」は残っていたF6F　8機の発艦を開始。この時14秒で1機という高速で迎撃機をカタパルト発進させた。10時45分までに爆撃機、雷撃機は発艦して東方退避したのち、安全なコースをとってグアム島飛行場を攻撃した。10時35分頃から迎撃機による迎撃が開始され、11時45分ごろに迎撃を突破した僅かな日本軍機への対空戦闘が行われたが全て投弾前に撃墜したため、被害はなかった。この日の午後のVF-10はグアム上空での空戦に従事しF6F×2機を失った。この日本軍の死力を尽くした攻撃により、TF-58全体で27名の航空兵が戦死。戦艦2隻が小破した。
6月20日は反撃の日だった。13時15分にTBF 2機、F6F 1機の索敵編隊を4コ発艦させた。15時38分にこの内1つの編隊が日本軍機動部隊の航跡を発見。モーレス信号で報告し16時21分にTF-58各空母は攻撃隊の発艦を開始。「エンタープライズ」はF6F 12、SBD 11、TBF 5の攻撃機を発艦させた。この攻撃隊は明らかに航続距離が不足していたために僅か時速240kmという低速で飛行し燃料消費を押さえる必要があった。加えて、遅く飛行すればするほど着艦時刻が遅くなり、暗闇の中で着艦しなければならないという制約までついていた。攻撃隊は17時30分頃から日本軍機動部隊への攻撃を開始。「エンタープライズ」の攻撃隊はF6F 4機、SBD 6機、TBF 5機が空母「龍鳳」を攻撃。F6F 3機、SBD 3機が空母「隼鷹」を攻撃。SBD 2機が空母「飛鷹」を攻撃した。「エンタープライズ」側はF6Fを1機失った。20時45分頃から攻撃隊の帰投が始まり、サーチライト、照明弾等により、夜間着艦を支援した。なお、この時「エンタープライズ」では2機が同時に着艦するという事故が起こったが着艦は成功した。他に1機の日本軍機が誤って着艦しかける珍事も起こった。「エンタープライズ」では23機を収容したが、その内第10航空群の機体は6機のみだった。「エンタープライズ」の攻撃隊はF6F 2機、TBF 1機、SBD 1機が着艦失敗で失われたが人的損害はゼロだった。この攻撃にくわえて、かつてトラックで夜間レーダー爆撃を成功させたVT-10が日本艦隊への夜間攻撃を行う予定だったが中止され、VT-10のパイロット達には落胆が広がった。だが翌日に夜間索敵で「エンタープライズ」の索敵機が再び日本艦隊を発見、更なる追撃が検討された。だが日本艦隊との距離が離れすぎたこと、燃料補給に時間がかかったこと、そもそもサイパンの占領が目的である等のことから追撃は取り止めになった。
「エンタープライズ」は7月5日までマリアナ諸島近海に留まっていたが、整備と休養のため後退し、7月15日に真珠湾に帰港した。

### フィリピン海戦線
真珠湾へと帰港した「エンタープライズ」は修理を受けた。8月4日に新設されたばかりの第20航空群が着任。この時、SBDにかわり新型の急降下爆撃機のSB2Cが配備された。8月16日に主力部隊のフィリピン攻撃支援と、パラオ占領を目的に真珠湾を出港。8月23日にエニウェトク環礁に入港した。28日に出港した時には、エンタープライズは空母「フランクリン (USS Franklin, CV-13)」や「サン・ジャシント (USS San Jacinto, CV-30)」らと共に第38.4任務群を形成。8月31日に父島、母島を攻撃した。9月1日及び9月2日にはそれにくわえて兄島にも攻撃を加えた。その後、9月4日にサイパンに入港し翌日には出港した。9月6日、7日にヤップ島を攻撃。9月10日から14日まで上陸前の攻撃をパラオへ加え、15日から始まるペリリューへの上陸支援を行った。9月15日がペリリュー島等へのD-Dayであり、周辺島嶼を攻撃しての支援を終え、9月21日にゼーアドラー湾に入港した。24日にフィリピン侵攻のためゼーアドラーを出港。
10月7日、「エンタープライズ」はパラオ諸島攻略を終えた第38任務部隊の「フランクリン」「ベロー・ウッド」「サン・ジャシント」ら空母群と第4群を編成し、10月10日に沖縄を、12日、13日に台湾を、15日からフィリピンを空襲した。これらの連続的空襲で日本陸海軍の航空機を壊滅させ、港湾施設とそこに停泊する艦船に打撃を与えた。また、反撃してきた日本陸海軍の基地航空隊を返り討ちにした（台湾沖航空戦）。
10月20日にアメリカ軍はレイテ島に上陸し、日本海軍艦隊の突入から上陸部隊を守るためにアメリカ艦隊は日本軍と激しく戦った。10月15日、17日、18日にルソン島マニラ周辺の各飛行場を、A-Dayの20日にはレイテ島海岸を攻撃した。「エンタープライズ」の所属する第4群の索敵隊は、24日にスールー海で西村艦隊を発見、エンタープライズ隊は戦艦「扶桑」「山城」及び重巡「最上」に損害を与えた。F6Fを1機喪失。同日にシブヤン海に攻撃隊（F6F 12機、SB2C 9機、TBF 8機）を送って戦艦「武蔵」に損害を与え、撃沈に貢献した（レイテ沖海戦）。また翌日にはエンガノ岬沖で小沢治三郎中将指揮の空母部隊を攻撃し（第1次：F6F 16機、TBF 7機、SB2C 13機。第2次：F6F 6機、TBF 5機、SB2C 10機）、「エンタープライズ」の艦載機は空母「瑞鳳」を共同で撃沈した。次いで1000ポンド爆弾で爆装したF6F 16機でもって、薄暮の中、残存艦艇への攻撃を行ったが、投下照準機も急降下制動板（ダイブブレーキ）も搭載せず、投下を補助する機銃手もいない戦闘機では命中弾を得るのは難しく、戦艦「日向」、駆逐艦「霜月」に至近弾を与え、「霜月」を中破させたに留まった。この時、急降下するF6Fの中には時速800kmを超えていたものもあったという。エンタープライズ側ではF6F 1機が味方巡洋艦隊近くで不時着した。西村、栗田、小沢の各艦隊を攻撃したことで、「エンタープライズ」はアメリカ海軍において唯一この海戦で日本の3艦隊に攻撃を加えた艦になった。
第38任務部隊はサマール島沖とレイテ島沖で10月末まで警戒、陸軍支援及び、サマール沖海戦の生存者の捜索に当たった。この間、10月36日にエンタープライズらTG38.4は初めて神風攻撃を受け、「フランクリン」「ベローウッド」が突入を受けた。「エンタープライズ」でも、アイランド後方5m、甲板上3mを炎上した神風機が通過していくなどの危機に遭った。後、補給のためウルシー泊地に帰還した。11月、フィリピンのマニラ周辺とヤップを空襲した。11月11日には日本軍の多号作戦の第3次作戦中の輸送船団を爆撃、共同で駆逐艦3、輸送船1を撃沈した。エンタープライズ攻撃隊の報告ではこの駆逐艦3隻について「1隻は激しく炎上して沈没、1隻は転覆して沈没、1隻は艦首を喪失して停止」とあるためそれぞれ、「若月」「長波」「浜波」の3隻の駆逐艦を撃沈したと思われる。11月13日から11月16日までマニラを攻撃。11月22日にウルシーに入港し、12月2日に真珠湾に帰港した。

### 硫黄島・沖縄戦

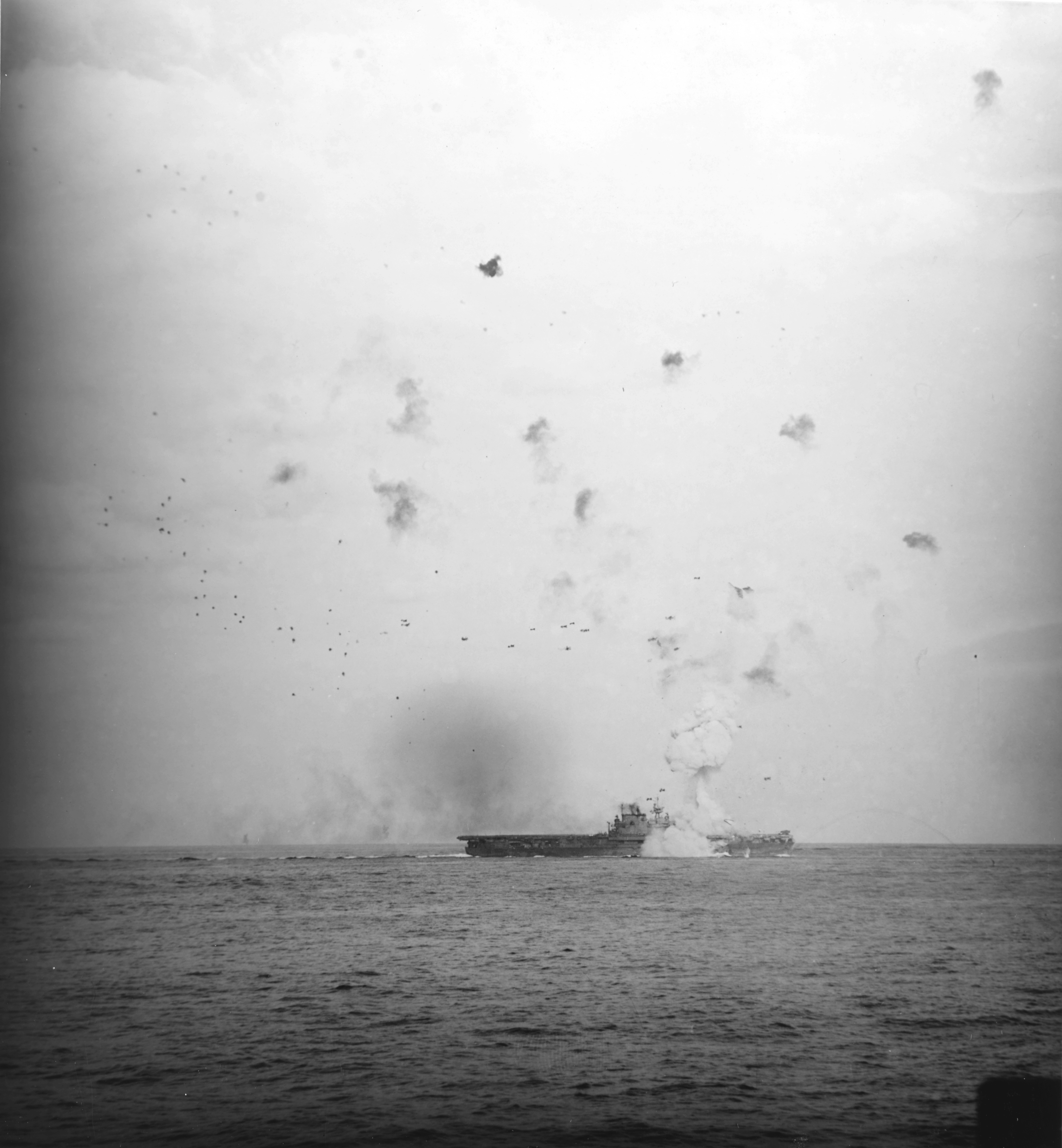
5月14日、爆戦の特攻(富安俊助中尉搭乗)を受けて前部エレベーターが損傷し、死者13名を出した。戦艦「ワシントン」から撮影。

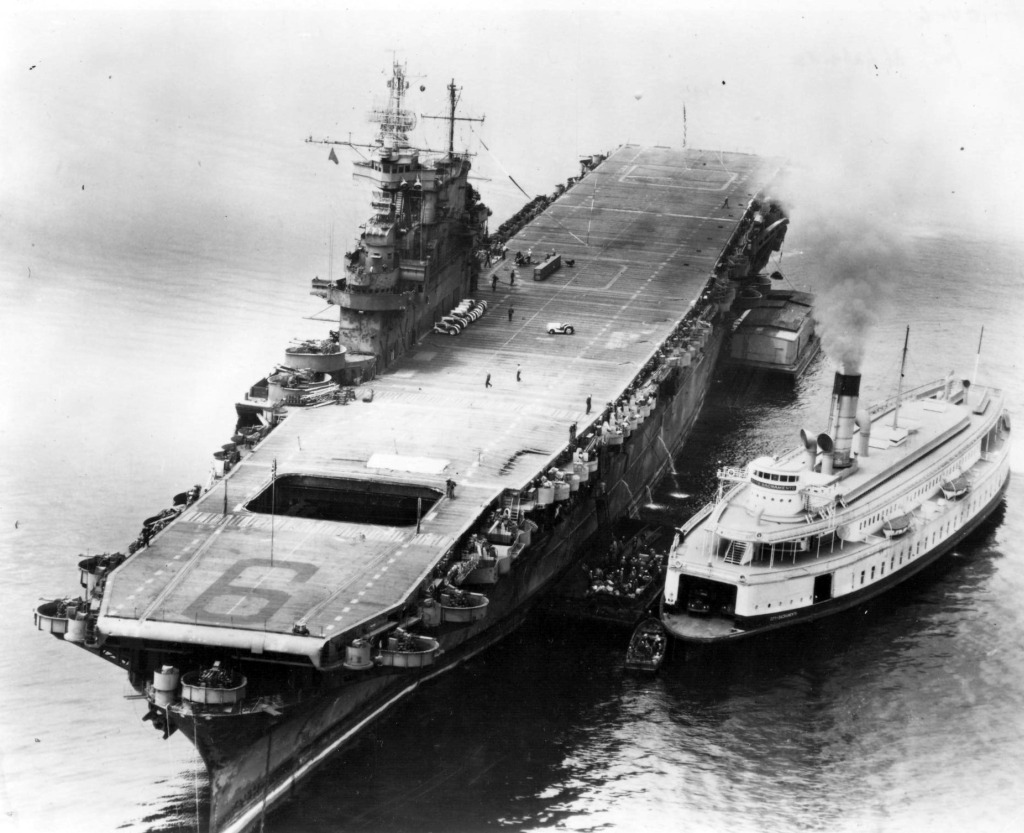
6月7日、ピュージェット・サウンド海軍工廠でドライドッキングと修理を準備している「エンタープライズ」。

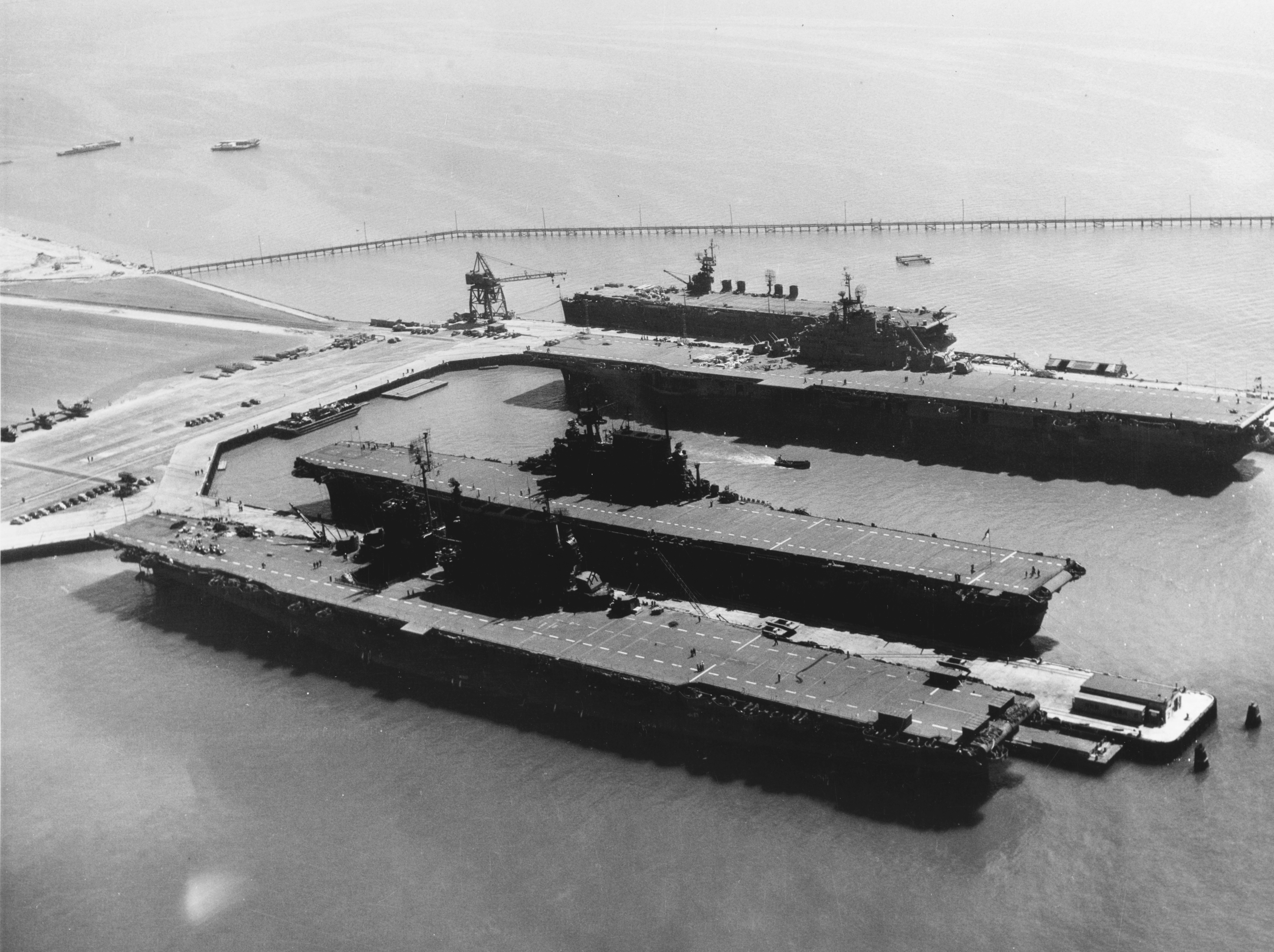
カリフォルニア州アラメダ海軍基地に停泊する「エンタープライズ」（手前から2番目）。

12月24日、「エンタープライズ」は夜間戦闘機の運行訓練を開始した。また、小規模の改装（着艦誘導灯の設置など）を受け、夜間空母へと生まれ変わった。この時期に第90夜間航空群を搭載した。夜間航空群のため急降下爆撃機は全て下ろし、レーダーを装備したF4F戦闘機とTBF雷撃機を55機程搭載していた（F4F 34機、TBF 21機）。この第90夜間航空群は、かつて夜間攻撃を成功させた第10航空群の主力を引き継いでいた（12名以上、乗組員の顔馴染みがいた）。そもそも夜間空母の必要性を提唱していたのがかつてトラックでの夜間攻撃を画策した第10雷撃隊隊長のビル・マーティン中佐で、彼は夜間空母に改装された「エンタープライズ」に第90夜間航空群指揮官として帰って来た。夜間空母の任務は夜間防空、夜間爆撃、夜間索敵等の夜間作戦が主要で、敵地攻撃に際しては、敵地まで他の通常空母の任務群と行動を共にして、敵地が近くなると先頭に立って夜間に敵基地の機能を破壊する、というものだった。それ以外で、昼間にも防空を行わなければならないこともあった。そのため、乗組員は暇さえあれば昼寝が推奨された。また、夜間に比べれば昼間は暇なため、情報将校によるスペイン語の講座等も開かれ、パイロット達に人気を博した。
この当時の夜間航空戦闘は母艦からおよその敵の位置に誘導され、その後自機のレーダーで敵を発見、攻撃を仕掛ける時には夜間適合視認装置の補助をもって直接、目視で確認する必要があった。そのため敵の曳光弾や自機の機銃やロケット弾の発射で目が眩む事が多かった。中でも厄介なのは地上攻撃を行う際に敵から照射されるレーダー連動のサーチライトだった。夜間空母のパイロット達は、チャフや電波妨害装置を用いてこれらに対応した。
1945年1月、「エンタープライズ」は第38任務部隊の第5群に加わり既に夜間空母として活動していた軽空母「インディペンデンス (USS Independence, CVL-22)」と合流した。この第38任務部隊への参加については「エンタープライズ」に、指揮官のハルゼー提督から個人的に歓迎の電文が送られた。ルソン島近海に進出し、南シナ海における日本本土と蘭印の海上補給ラインを遮断、掌握に協力してウルシーに帰還した。2月10日、第58任務部隊に戻った。そのときには「インディペンデンス」が修理のために後退し、夜間空母へと改装された「サラトガ」に入れ替わっていた。
2月16日から東京空襲や硫黄島の攻略を目的としたデタッチメント作戦に参加（硫黄島の戦い）した。東京攻撃に際しては夜間雷撃機が多くのエレクトロニック兵器を搭載した電子戦機として、敵のレーダー基地の位置の特定などでも活躍した（F6F 1機の支援を受けたTBF 1機が東京上空で4時間飛行して電波を観測、23個のレーダーを発見し、他にパルス幅、周波数、パルス反復周波数のデータを収集した）。硫黄島攻略の際は、日夜問わず第58任務部隊の防空を担当した。2月21日に「サラトガ」が神風の突入で大破、戦線を離脱すると「エンタープライズ」は唯一の作戦可能な夜間空母になり、単艦で数多くの任務をこなす必要が出てきた。2月23日の午後4時から、1週間以上にも及ぶ連続した作戦を開始した。「エンタープライズ」では乗組員にローテーションを組ませて艦を不眠不休に保って艦載機を運用、174時間に渡って硫黄島に上陸した海兵隊を援護した。その間、「エンタープライズ」の上空哨戒機が2機以下になることはなかった。
3月15日、第58任務部隊はウルシーを出撃して沖縄攻略を目的としたアイスバーグ作戦に先立って、主に九州に展開する日本陸海軍の飛行場と日本本土から海上輸送による沖縄救援を防止するため日本海に展開する輸送船を攻撃した。その間、「エンタープライズ」も防空に専念していたが、3月18日に日本海軍機一機（艦上爆撃機・彗星三三型と推測される）の奇襲爆撃により500キロ爆弾の直撃を受け、不発弾（或いは投下から着弾までの時間が短すぎたために信管が不作動であった）だったものの損傷を受けた。また、爆弾から撒き散らされた白リンによって3名が焼死した。他に味方5インチ砲弾が右舷後部キャットウォークに命中し、被害を受けている。3月19日に翌日の呉攻撃の為の夜間偵察を行い、偶然にも戦艦「大和」に遭遇した機もあった。3月20日には至近弾2発のほか、対空戦闘中に直援艦の誤射を受けた40ミリ機銃が爆発、破片が甲板に整列していた艦載機を直撃した。その後次々と艦載機に引火、機銃弾の誘爆が起こり大火災が発生した。炎がアイランドを舐め、さらに格納庫甲板にまで迫ったが消火ホースで水のカーテンを作ったり、過熱した爆弾を消火泡で満たしたエレベーターで飛行甲板にあげるなど的確にダメージコントロールが行われ、1時間以内に火災は鎮火された。しかしながら火災により司令塔たるアイランドの設備を喪失したため、大破した「フランクリン」等とともにウルシーに帰還して6日間修理を行った。
4月5日、「エンタープライズ」は沖縄攻略を支援するためウルシーを出撃した（沖縄戦）。4月11日に特攻機の攻撃を受け、左舷後部に突入しようとした特攻機を寸前で撃墜したものの破片が砲座を襲い、離れた爆弾がバルジの直下で爆発した。バルジにより浸水は免れたが、対空レーダーが折れて甲板に落下するほどの衝撃が艦を襲い、船体各所で損害が発生した。また、至近特攻機によりカタパルト上で発艦準備中のだった無人のF4Fが炎上したがそのままカタパルトで射出し事なきを得た。「エンタープライズ」は大きな損害を受けたが、そのまま任務を2日間継続、4月14日にウルシーに引き返した。喫水線下の損害であったが、工作艦「ジェイソン (USS Jason, AR-8)」の支援もあり16日で修理を終わらせた。修理後は沖縄沖で防空と夜間作戦に従事した。
その後、5月11日に第58任務部隊旗艦の空母「バンカー・ヒル (USS Bunker Hill, CV-17)」が神風特攻の突入を受け大破、戦場を離脱し「エンタープライズ」が第58任務部隊の旗艦を引き継いだ。5月12日には、かねてより計画されていた夜間の敵飛行場に対する効果的な（と思われる）攻撃戦術が試された。その戦術は日暮に小型焼夷弾、ロケット弾、機銃弾を満載した夜間爆撃隊を発艦、散開させ、暗くなると単機あるいは2機のペアで各地の飛行場を爆撃。敵飛行場施設に損害を与え、一晩中、上空を飛行し修復作業を妨害する。遅れて夜間戦闘機隊は夜明け前に敵飛行場に到達して爆撃隊と交代、薄明のなかを離陸しようとする敵機を攻撃して離陸を妨害（ジッパー任務）、その後は通常空母から発艦した攻撃隊に攻撃を引き継ぐ、というものだった。この攻撃戦術の効果は大きく、翌日に任務部隊に近づけた敵機は一機もいなかった。
5月14日、26機の日本機がTF-58目掛けて飛来してきた。6機が対空砲火で撃墜、19機が上空哨戒機によって撃墜された。だが、富安俊助中尉 搭乗の1機のみは集中砲火を避けて雲に隠れ、時々雲から顔を出して「エンタープライズ」の位置を確認しつつ生き残っていた。そして午前6時56分、この1機が突撃してきた。「エンタープライズ」は富安機を20分前からレーダーで認識していたが、富安機が雲に隠れるなどしたために効果的な反撃が出来ずにいた。回頭し艦尾を向けたときに富安機は満を持して緩降下攻撃を実施。「エンタープライズ」は右舷後方から降下してくる富安機に対して右舷回頭して集中砲火を行なったが、富安機は機体を横滑りさせるなどして回避、オーバーシュートする寸前に艦の真上で180度に左回転し、背面飛行の状態から急降下し、前部エレベーターの後部に突入した。前部エレベーターは爆発によって400フィート (120 m) 上空まで吹き上げられ、左舷海面に落下した。「エンタープライズ」は大破炎上し、破孔からの浸水によって前部は2.2メートル沈下し、深刻な損傷を負った。ダメージコントロール班が即座に行動し、17分で火災の延焼を食い止めて誘爆を阻止した。被弾から30分で火災は消火され、「エンタープライズ」は対空戦闘を継続して更に2機を撃墜、速度を落とすことなく旗艦として任務部隊の配置を守り続けた。そのダメージコントロール能力の高さにミッチャー提督は「かつて見た中で最高の優秀さ」であったと賛辞を送っている。また、これだけの大爆発にもかかわらず当時第2エレベーターを使用中だったことと、爆弾が鋼材置き場で炸裂し、弾片が飛散しなかったという幸運から戦死者数は13名に留まった。だが前部エレベーターや飛行甲板などの損傷により発着艦能力は麻痺し翌日ミッチャー提督を空母「ランドルフ (USS Randolph, CV-15)」に移し、旗艦から外れた。そして5月16日に任務部隊を離脱した。これがエンタープライズにとっての最後の戦闘となった。
富安中尉の遺体はエレベーターホールの下で発見され、アメリカ兵と同じように丁重に水葬された。彼は米海軍関係者から「これまで日本海軍が3年かかってもできなかったことを、たった一人で一瞬の間にやってのけた。」と称賛の言葉を受けた。この時の機体の破片は後に、軍属の二級登録板金工だったノーマン・ザフトから富安中尉の家族に返還された。さらに、富安中尉の衣服の中にあった50銭札も2020年7月に家族に返還された。
戦列を離脱した「エンタープライズ」は、ウルシー、真珠湾を経由して本国へと向かった。真珠湾入港時には "VICTORY" の "V" と "ENTERPRISE" の "E" の文字を作ったTBF雷撃機の編隊に歓迎された。6月7日、ピュージェット・サウンド海軍工廠に到着し、修理とオーバーホール中（6月12日〜8月31日）に終戦を迎えた。

### エンタープライズの太平洋戦争中の主な活動一覧
1941年（昭和16年）
- 11月28日 - 海兵隊第211戦闘飛行隊を積載してウェーキ島に向かって真珠湾から出発。
- 12月2日 - ウェーキ島への海兵隊第211戦闘飛行隊の輸送を完了。
- 12月7日 - 気象悪化で到着遅延。予定より遅れた帰還中、真珠湾攻撃でハワイを攻撃されたため、真珠湾への入港を中止して日本海軍の艦隊を捜索したが発見できず、燃料補給のため真珠湾に帰港したが翌日には周辺の哨戒行動のため出港した。
- 12月10日 - オアフ島南方海面で日本海軍の潜水艦「伊70」を艦載機が発見、撃沈する（爆撃したのは浮上航行中の「伊25」だった可能性もある）。

1942年（昭和17年）
- 2月 - マーシャル諸島のクェゼリン環礁、マロエラップ環礁、ウォッジェ環礁空襲。日本の攻撃機の至近弾により艦上での最初の戦死者がでる。
- 2月 - ウェーク島空襲
- 3月 - 南鳥島空襲
- 4月 - ドーリットル空襲（日本本土を初めて空襲）。B-25爆撃機を搭載した空母ホーネットを護衛。
- 6月 - ミッドウェー海戦
- 8月 - ガダルカナル島上陸支援
- 8月 - 第二次ソロモン海戦。爆弾3発被弾。
- 10月 - 南太平洋海戦。爆弾2発被弾。
- 11月 - 第三次ソロモン海戦。南太平洋海戦で受けた損傷を修理しながら戦闘に参加。

1943年（昭和18年）
- 1月 - レンネル島沖海戦
- 7月～10月 - アメリカ本国でオーバーホール。
- 11月 - ギルバート諸島のマキン島攻略支援
- 12月 - マーシャル諸島のクェゼリン環礁空襲

※ 9月に新型のエセックス級空母「エセックス」と「ヨークタウン」が初めて実戦に参加、以後エセックス級空母は続々就役し、アメリカの空母戦力は大幅に増強された。
1944年（昭和19年）
- 1月 - マーシャル諸島のクェゼリン環礁攻略支援
- 2月 - トラック島空襲
- 2月 - マーシャル諸島のヤルート環礁空襲
- 3月 - パラオ空襲。魚雷（不発）を被雷。その後、ヤップ島・ウルシー環礁・ウォレアイ環礁を空襲。
- 4月
  - ニューギニアのホーランジア攻略支援
  - トラック島再空襲

- 6月 - サイパン島攻略支援、マリアナ沖海戦
- 8月 - 小笠原諸島空襲
- 9月 - ペリリュー島攻略支援。
- 10月
  - 沖縄空襲
  - 台湾空襲
  - レイテ島攻略支援
  - レイテ沖海戦。西村、栗田、小沢の３つの艦隊の攻撃に参加した空母は「エンタープライズ」のみ・

- 12月 - 夜間空母（夜間に敵の基地や艦船を攻撃。昼間は艦隊の上空防衛）となる。艦種番号は CV-6 から CV(N)-6 に変更・

※ 第90夜間戦闘飛行隊（VF(N)-90）と第90夜間攻撃飛行隊（VT(N)-90）で編成した第90夜間航空群（Night Air Group 90）が配置。1945年5月まで夜間作戦を遂行した。
1945年（昭和20年）
- 1月 - 香港、広東空襲
- 2月
  - 東京周辺の航空基地空襲
  - 硫黄島攻略支援

- 3月 - 九州、四国空襲。爆弾2発（1発は不発）被弾。ウルシーで修理。
- 4月 - 沖縄攻略支援。特攻機2機至近突入。ウルシーで修理。
- 5月
  - 奄美、大東諸島空襲
  - 九州、四国空襲
  - 5月14日 - 特攻機突入によりエレベータや飛行甲板を損傷。

- 6月 - 修理のためにアメリカ本国のピュージェット・サウンド海軍工廠に到着し、修理とオーバーホール中に終戦を迎える。
- 9月 - 試験運航を実施。
- 10月 - マジック・カーペット作戦に参加。

### 戦後
終戦後、損傷を回復した「エンタープライズ」は、10月17日に1,000人のアメリカ軍復員兵を真珠湾からニューヨーク州ニューヨークに輸送した。またマジック・カーペット作戦と呼ばれる復員任務に従事し、11月と12月に2度ニューヨークとイギリスのサウサンプトンを往復した。このときには乗組員の他に5000名を乗せられるように改造されており、一連の輸送任務で約11,000人をアメリカ本土に運んだ。11月23日にサウサンプトンに停泊中、アメリカ海軍艦艇で初めてイギリス海軍大臣の公式訪問者を受け、イギリス海軍艦艇以外で初めて英国海軍本部ペナントを受章した。
「エンタープライズ」は1946年1月18日にモスボール（不活性化）のためニューヨーク海軍工廠に入渠して、翌年の1947年2月17日に除籍となった。ウィリアム・ハルゼーらが記念博物館として保存するため、いくつかの運動を実施したが資金は集まらず、リプセット社にスクラップとして売却された。それでもヨークタウン級空母の特徴である三脚マストがアメリカ海軍士官学校に新設されるフットボールスタジアムに取り入れるため保存されたが関係者を納得させるには十分ではなかった。1958年6月22日に「エンタープライズ」のマストが切断され、その後8月にニューヨークのブルックリンからニュージャージーのカーニーの解体所へ最後の航海が行われた。1960年5月、完全に解体された。
「エンタープライズ」の名は、世界初の原子力空母CVN-65に「ビッグE」の愛称と共に受け継がれた。なお、「エンタープライズ」の錨がワシントン海軍工廠内に保存されており、工廠内の海軍博物館とともに一般人も見学可能である。

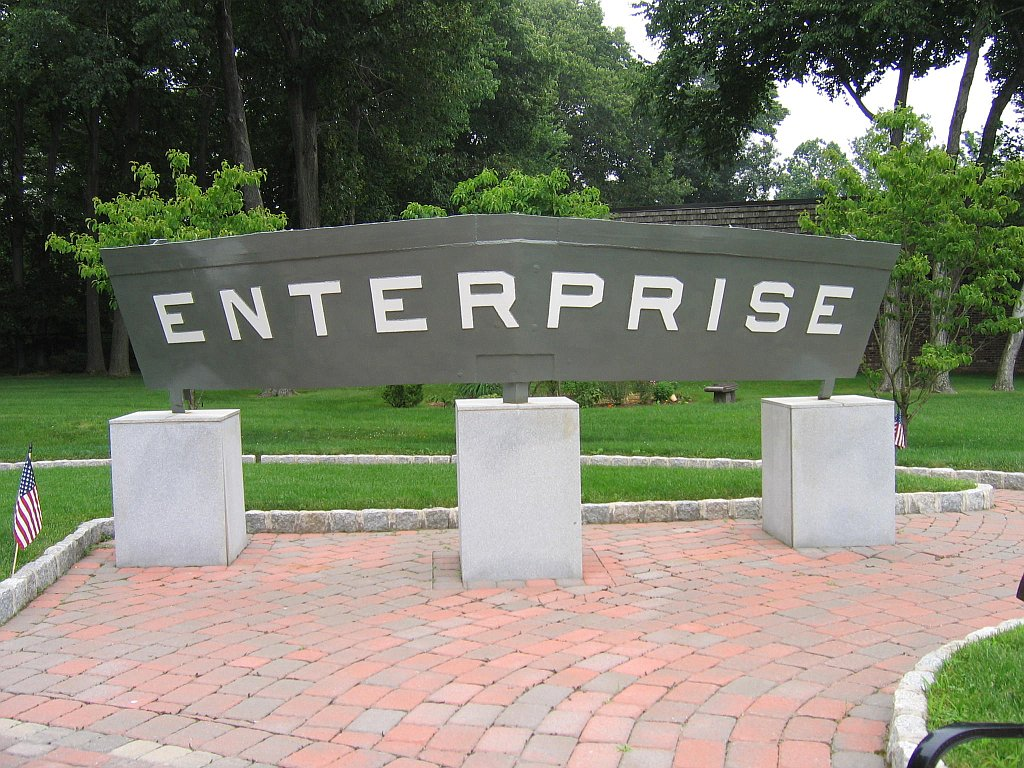
展示されているエンタープライズの船尾プレート。

## 叙勲

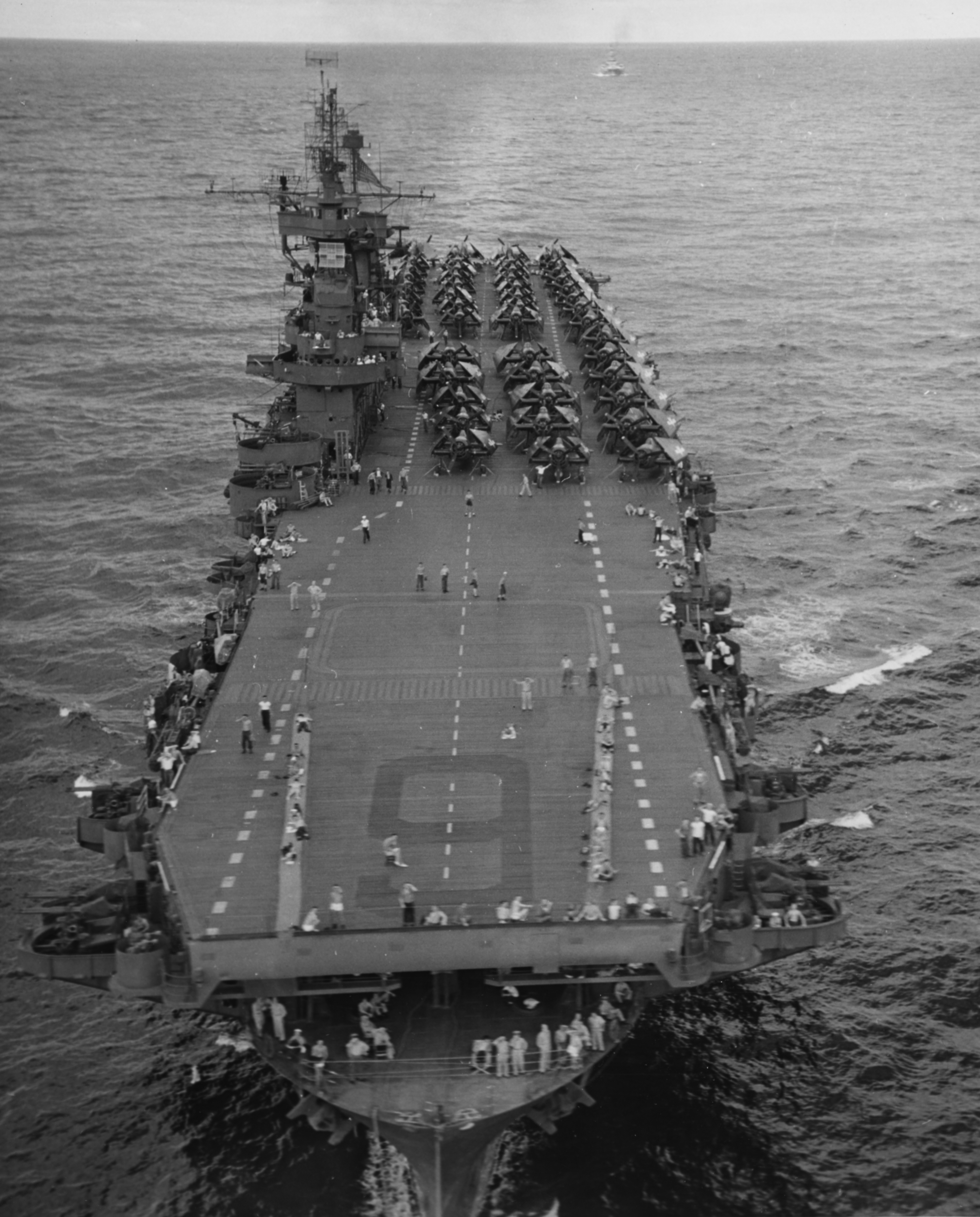
1945年10月10日に艦首から撮影されたエンタープライズ。

英国海軍本部ペナント
（British Admiralty Pennant）

|  |  |                                                       |  |
|  |  | Silver star · Silver star · Silver star · Silver star |  |
|  |  |                                                       |  |

| 大統領部隊感状 （Presidential Unit Citation）                      | 大統領部隊感状 （Presidential Unit Citation）                      | 海軍部隊褒賞 （Navy Unit Commendation）                                                            | 海軍部隊褒賞 （Navy Unit Commendation）                 |
| 米国防衛従軍メダル （American Defense Service Medal）              | 米国従軍メダル （American Campaign Medal）                         | アジア太平洋従軍メダル およびバトルスター20個 （Asiatic-Pacific Campaign Medal with twenty stars） | 第二次世界大戦戦勝メダル （World War II Victory Medal） |
| フィリピン大統領部隊感状 （Philippine Presidential Unit Citation） | フィリピン大統領部隊感状 （Philippine Presidential Unit Citation） | フィリピン解放メダル （Philippine Liberation Medal）                                               | フィリピン解放メダル （Philippine Liberation Medal）    |